# Llengües de l'Imperi Romà

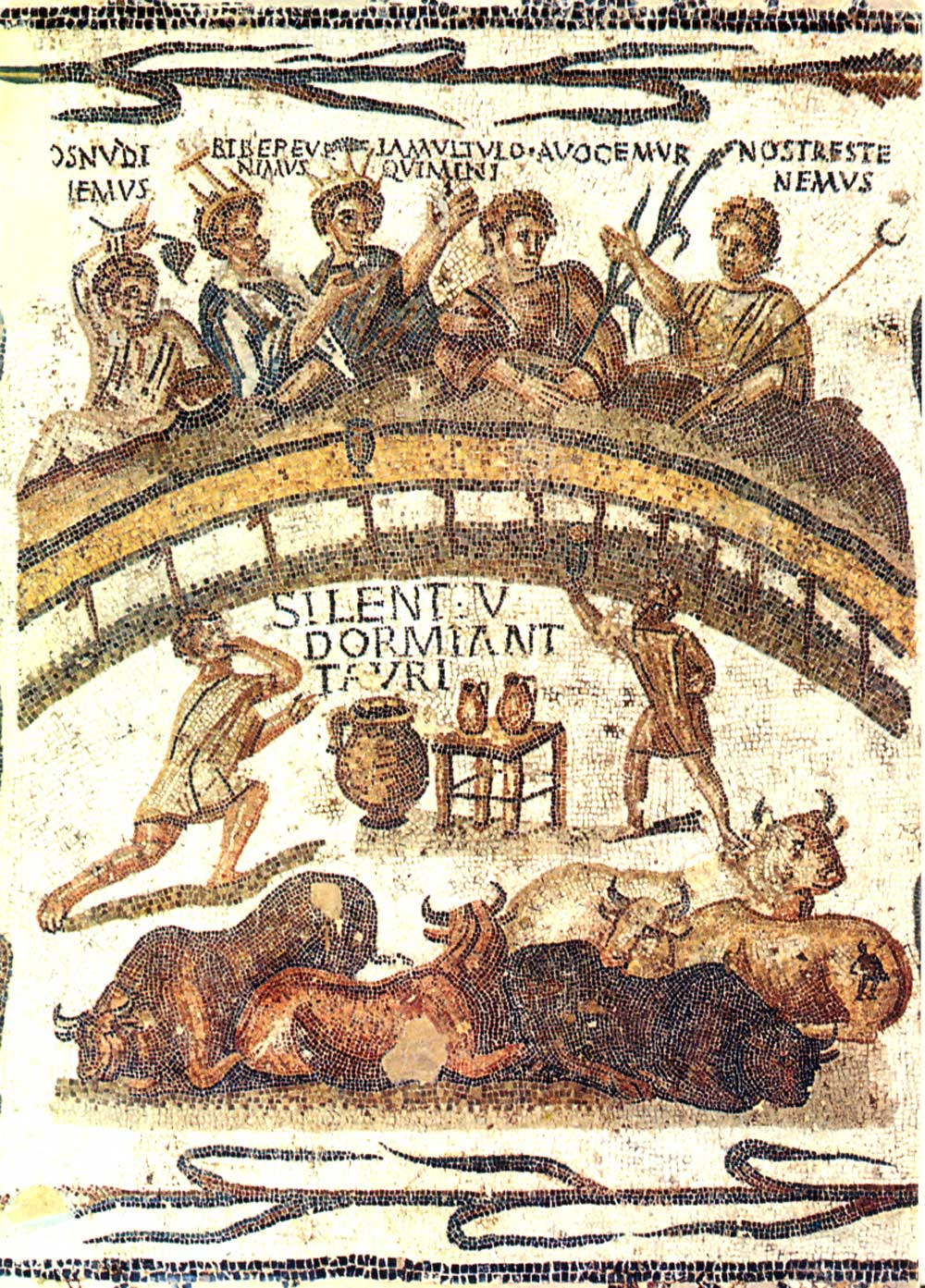
Mosaic (220-250) d'El Djem, a Tunísia (Àfrica romana), amb la inscripció llatina «Silenci! Deixeu dormir els braus» (Silentiu dormiant tauri) i la conversa animada de cinc comensals (possiblement gladiadors) representats com en una bafarada:
–Estem a punt de despullar-nos ([N]os nudi [f]iemus)
–Hem vingut per beure (Bibere venimus)
–Ara parles molt (Ia[m] multu[m] loquimini)
–Siguem cridats (Avocemur)
–En portem tres [rondes de beguda?] (Nos tres tenemus)
Aquesta escena podria ser una expressió proverbial.

El llatí i el grec antic eren les principals llengües de l'Imperi Romà, però també hi coexistien altres llengües que eren importants a escala regional. La llengua dels antics romans era el llatí, que funcionava com a «llengua de poder». El llatí era omnipresent a l'Imperi Romà, com a llengua de la justícia a l'Imperi Romà d'Occident i com a llengua de l'exèrcit a tots els territoris. A partir del moment que tots els habitants nascuts lliures dins l'Imperi van assumir universalment la ciutadania, el 212 dC, un bon nombre de ciutadans romans devia desconèixer el llatí, tot i que s'esperava que aconseguissin, com a mínim, unes nocions bàsiques de l'idioma, amb què el llatí es va mantenir com una marca de «romanitat».
El grec koiné s'havia convertit en la llengua vehicular del Mediterrani oriental i fins i tot de l'Àsia menor a conseqüència de les conquestes d'Alexandre el Gran. La «frontera lingüística» se situava a la península dels Balcans, separant el llatí, a l'oest, del grec, a l'est. Els romans amb una certa formació, particularment aquells de l'elit governant, estudiaven grec i, sovint, aconseguien un alt nivell de fluïdesa en aquesta llengua, que els era útil per a les comunicacions diplomàtiques amb la part oriental, fins i tot dins de les mateixes fronteres de l'imperi. L'ús internacional del grec va ser una de les condicions que van afavorir l'expansió del cristianisme, com es pot veure en l'elecció de la llengua grega a l'hora de redactar les Epístoles Paulines, o pel seu ús en els concilis ecumènics de l'Imperi Romà cristià. Amb la dissolució de l'Imperi de l'oest, el grec es va convertir en la llengua dominant de l'Imperi Romà d'Orient.
Com que la comunicació, a les societats antigues, era predominantment oral, és difícil determinar l'abast en què les llengües locals o regionals van seguir essent parlades o utilitzades per a altres propòsits, durant el període de domini romà. No obstant això, hi ha inscripcions i referències en textos grecs i llatins que demostren l'existència d'altres llenguatges, així com la necessitat d'utilitzar traductors. Per exemple, el púnic, el copte, l'arameu o el siríac han deixat un volum significant d'epigrafia i literatura que ha sobreviscut fins avui en dia. Les llengües cèltiques eren parlades a bona part de l'Europa occidental, i tot i que l'educació oral celta va deixar pocs registres escrits, l'epigrafia dels pobles cèltics és limitada però no infreqüent. Les llengües germàniques de l'Imperi no han deixat gairebé cap text o inscripció, amb l'excepció del gòtic. El multilingüisme va contribuir a la «triangulació cultural» per la qual un individu que no era ni grec ni romà podia construir-se una identitat mitjançant els processos de romanització i hel·lenització.
Després de la descentralització del poder polític, durant l'antiguitat tardana, el llatí es va desenvolupar localment en branques o dialectes, que més endavant es convertirien en les llengües romàniques, com ara el català, el castellà, el francès o l'italià. A començament del segle xxi, la primera o segona llengua de més de mil milions de persones deriva del llatí. El llatí mateix s'ha mantingut com a mitjà internacional d'expressió per part de la diplomàcia i per al desenvolupament intel·lectual identificat amb el renaixement humanista, des del segle xvii, així com en el llenguatge legal i en l'Església Catòlica, i fins al dia d'avui.

## Llengües predominants

### Llatí

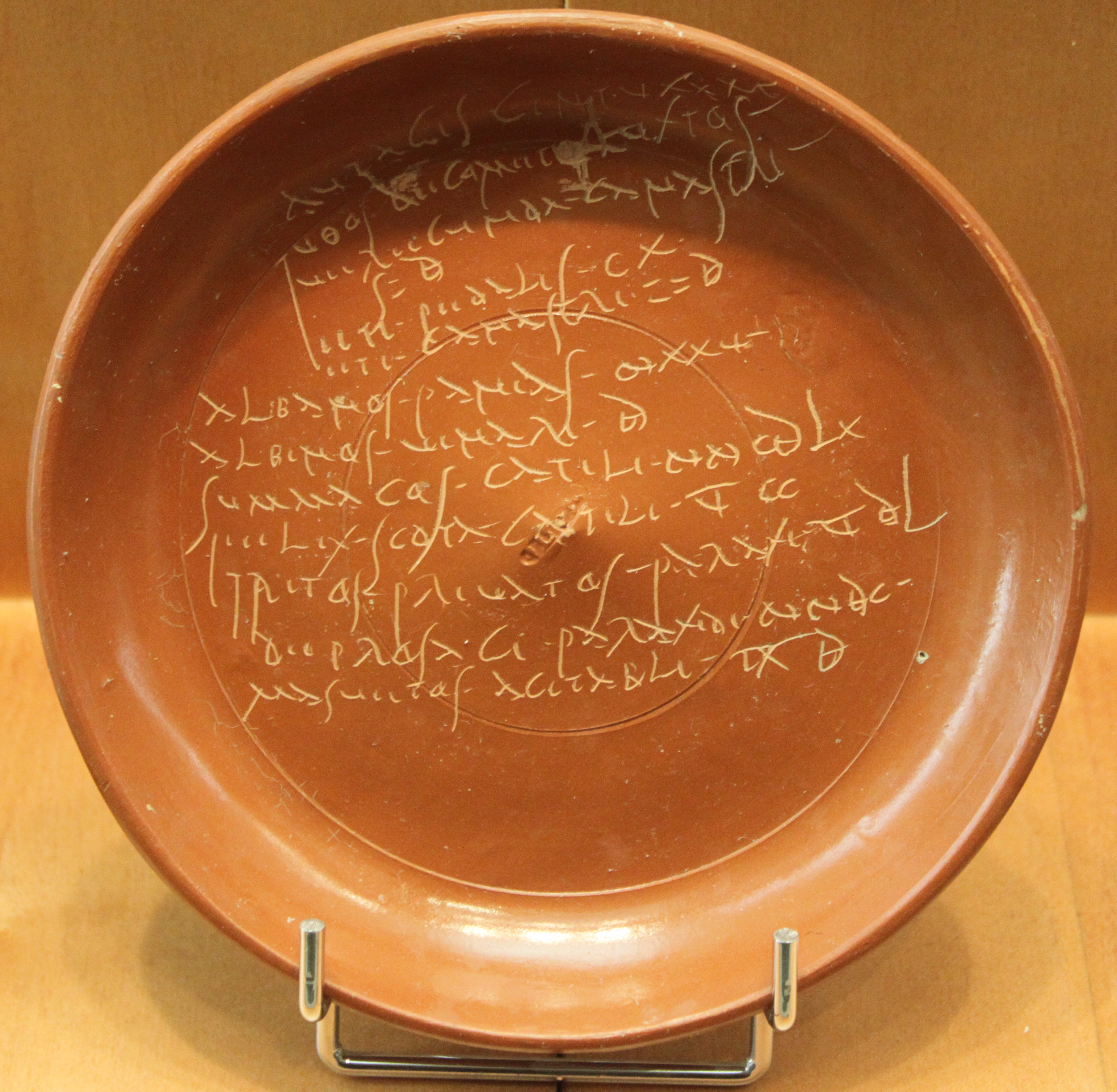
Escriptura cursiva romana en terra sigillata de La Graufesenque, a la Gàl·lia romana

El llatí era la llengua dels romans des dels primers registres que s'han conservat. Virgili, escriptor romà de l'època del primer emperador, August, emfatitza que el llatí era una de les fonts de la unitat romana i de la seva tradició. En el seu poema èpic Eneida, que tracta de la fundació de Roma, el Déu suprem Júpiter dicta que els refugiats troians que s'han establert a Itàlia han d'utilitzar la llengua del poble natal dels llatins, amb l'objectiu d'afavorir la unificació entre ells: «mantindran la llengua (sermo) i la tradició (mores) dels seus pares […] i els faré a tots llatins amb un mitjà d'expressió» (uno ore, literalment «amb una llengua»). Els emperadors julioclaudis, que asseguraven descendir de l'heroi èpic Enees, van encoratjar la utilització d'alts estàndards de llatí correcte (Latinitas), un moviment lingüístic identificat actualment amb el llatí clàssic, i que va afavorir l'ús del llatí per desenvolupar els negocis oficials.
El llatí es va convertir en la llengua de les zones conquerides perquè la població local va començar a parlar-lo, no pas perquè hi hagués desplaçaments de població provinent de les àrees llatinoparlants. El llatí mai va ser imposat, de manera oficial, entre les persones que es trobaven sota el domini romà. Agustí d'Hipona observava que els romans preferien que el llatí fos adoptat per pacem societatis, és a dir, com un pacte social. Aquesta política lingüística contrasta amb l'exercida per Alexandre el Gran, que intentava imposar el grec a tot el seu imperi com a llengua oficial. El coneixement del llatí no era un requisit per aconseguir la ciutadania romana, i no hi va haver una política d'ensenyament esponsoritzada per l'estat que donés privilegis a l'idioma com a mitjà educatiu: no obstant això, parlar un llatí fluid era recomanable pel seu «valor cultural, polític, legal, social i econòmic».
El llatí era obligatori per a treballar al servei de l'imperi i per pujar en l'escalafó social, a més de ser la llengua vehicular utilitzada per al funcionament intern del govern. Els edictes i els comunicats oficials de l'emperador eren en llatí; fins i tot les normatives sobre lleis locals, que podien estar escrites en altres idiomes, també eren redactades en llatí.
Els romans van atorgar un alt valor a la paraula escrita, com ens ho indica la seva obsessió pels documents i les inscripcions públiques. La burocràcia imperial era tan dependent de l'escriptura que el Talmud de Babilònia declarava que «si tots els mars fossin de tinta, tots els canyissars fossin plomes, tots els cels pergamí i tots els homes escrivents, serien incapaços d'establir l'abast complet de les preocupacions del govern romà». Les estimacions sobre el percentatge d'alfabetisme a l'Imperi l'han situat entre un 5% i un 30% o més, depenent de la definició que es doni d'«alfabetisme». L'absència d'intervenció per part de l'estat en l'accés a l'educació va ser una barrera per a l'alfabetisme, ja que els únics que es podien permetre una educació formal eren els fills de les famílies que se la podien pagar.

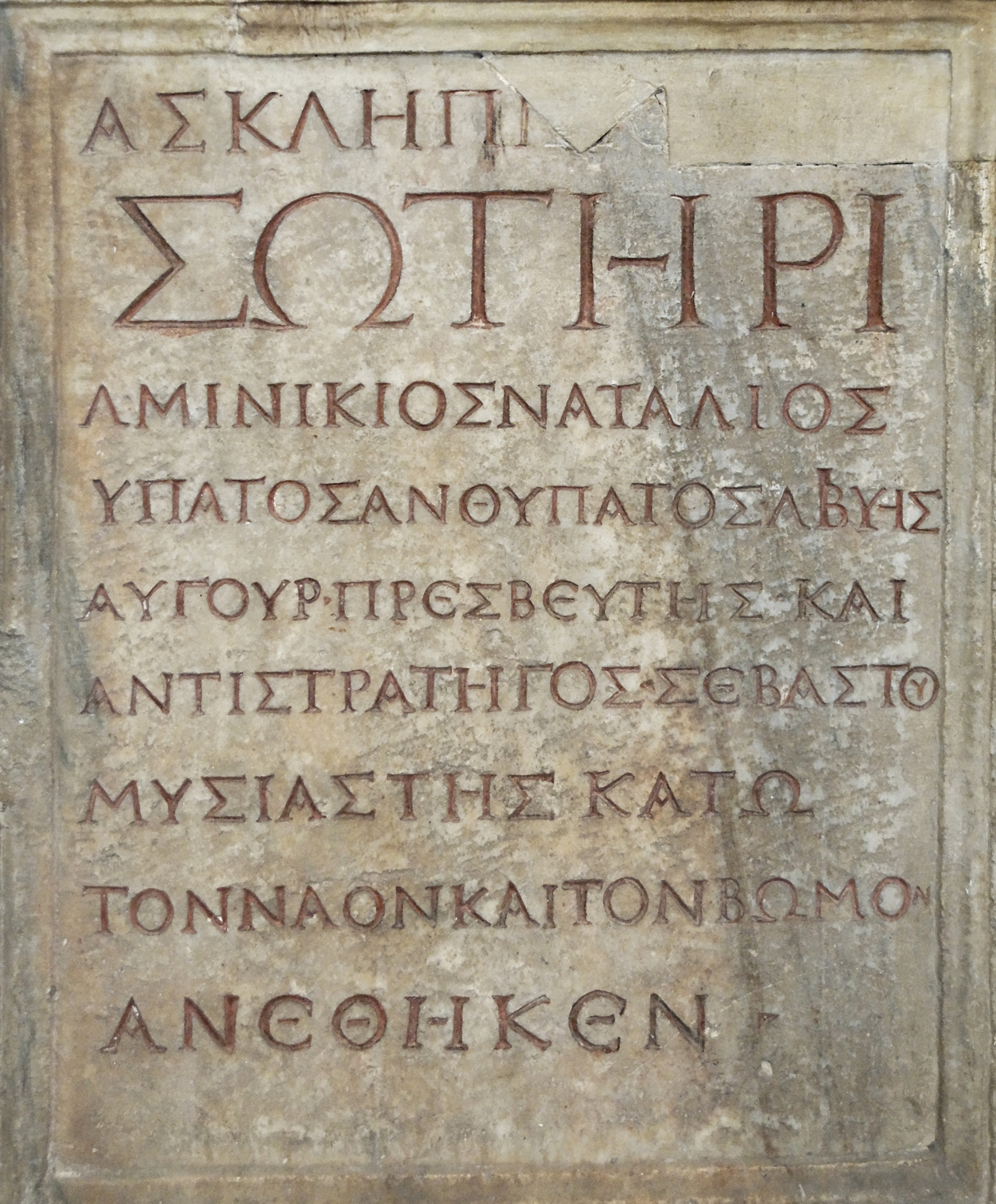
Dedicació en grec en un altar a Asclepi el Salvador de part del cònsol romà Luci Minici Natal (133-134 dC)

Els certificats de naixement i les herències dels ciutadans romans havien d'estar escrites en llatí fins als temps del govern d'Alexandre Sever (emperador els anys 222–235). Els subjectes romans analfabets necessitaven que algú, com ara un escrivent governamental (scriba), llegís o escrivís els seus documents oficials per ells. Les lleis i els edictes eren publicats de manera escrita, a més de ser llegits. L'art públic i les cerimònies religioses eren mitjans de comunicació de la ideologia imperial, i no solien tenir en compte l'habilitat de parlar o llegir la llengua per part del receptor. Una certa tipologia de protoballet, l'anomenat pantomimus, va arribar a Roma provinent d'uns intèrprets grecs; convertint-se en un esdeveniment popular a tot l'imperi, principalment pel seu caràcter multilingüe; aquest espectacle se centrava en els gestos, més que no pas en l'expressió verbal, facilitant la seva comprensió.
El llatí va ser la llengua oficial de l'exèrcit romà fins a mitjans del segle vi, mantenint-se com la llengua més habitual per als usos militars fins i tot a l'Imperi oriental, on perdria aquesta categoria durant la dècada del 630. Aquesta dada contrasta amb el fet que només es coneixen dos bisbes que parlessin en llatí als concilis ecumènics celebrats durant el regnat de Teodosi II (mort el 450 dC).
Entre altres reformes, l'emperador Dioclecià (que governà durant el període 284-305) va intentar renovar l'autoritat del llatí, deixant l'expressió grega ἡ κρατοῦσα διάλεκτος (hē kratousa diàlektos), que exposa el llatí com la «la llengua de poder». L'acadèmic Libani, durant el segle iv, acusava el llatí d'haver provocat el declivi de la qualitat de la retòrica grega. A començament del segle vi, l'emperador Justinià va embarcar-se en un esforç quixotesc per recuperar l'estatus del llatí com a idioma de les lleis, fins i tot quan en aquell moment el llatí ja no era una llengua parlada a l'Imperi oriental.

### Grec
El grec koiné s'havia convertit en la llengua vehicular del Mediterrani oriental i de l'Àsia menor després de les conquestes d'Alexandre el Gran. Llucià fins i tot imaginava que el grec era la llengua universal a l'Inframon. Durant l'antiguitat tardana, la població de la Grècia peninsular i de les illes gregues tenia majoritàriament el grec com a primera llengua, un fet que es repetia a les principals ciutats orientals, a l'Anatòlia occidental i en algunes àrees costaneres. Posteriorment, el grec esdevindria la principal llengua de l'Imperi Romà d'Orient, on va desenvolupar-se fins a crear el grec medieval que, amb el pas del temps, esdevindria el grec modern.

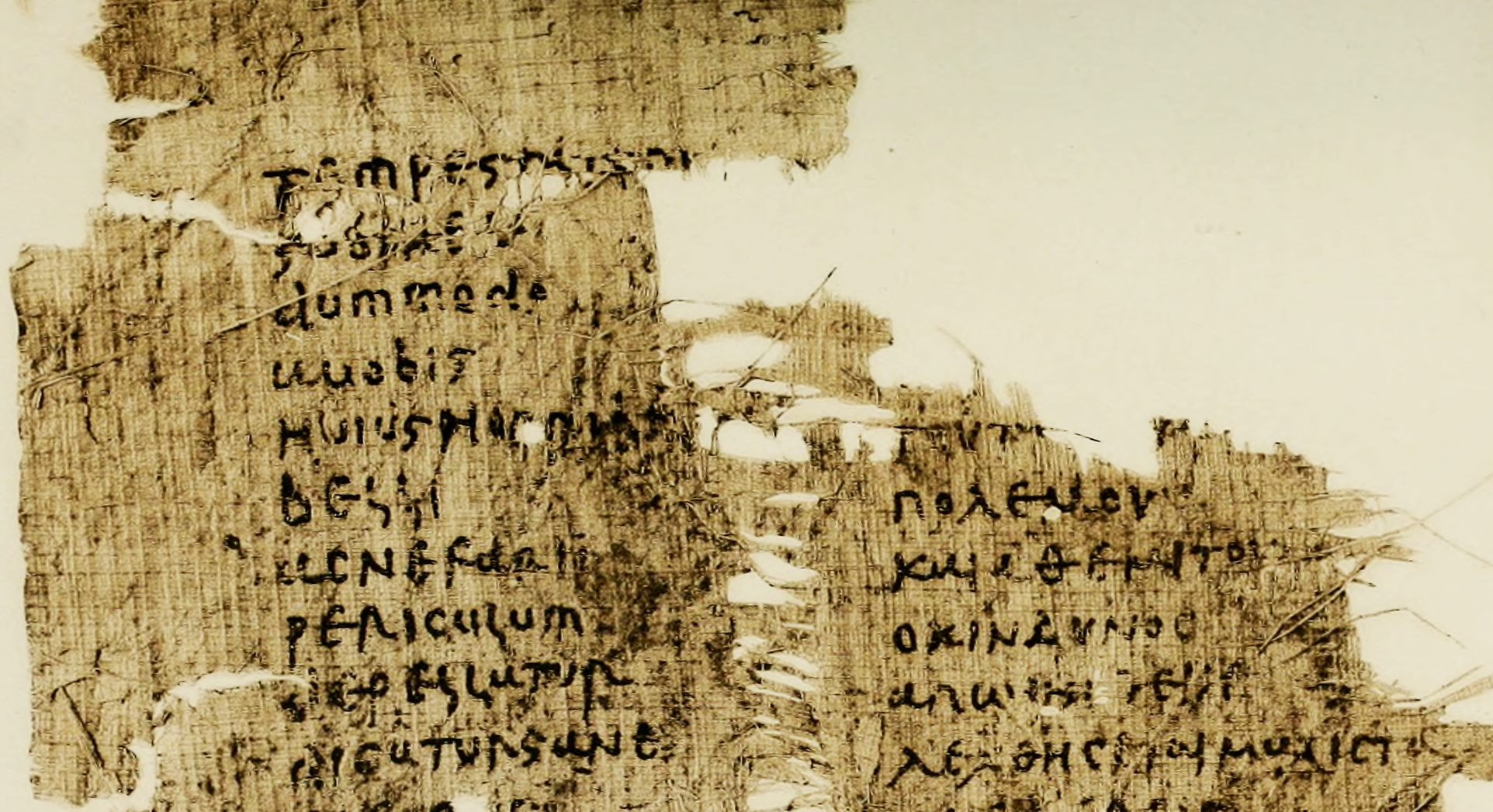
Papir del segle V bilingüe que mostra en paral·lel un text en grec i un altre en llatí i reflecteix un discurs de Ciceró

L'emperador Claudi va intentar limitar l'ús del grec, revocant fins i tot la ciutadania a tots aquells que no tinguessin un nivell suficient de llatí. No obstant això, en una ocasió en què uns ambaixadors grecoparlants van assistir al Senat romà, l'emperador va demostrar els seus dots en aquesta llengua, ja que sabia parlar grec de forma fluida. Suetoni el cita quan es refereix als «nostres dos idiomes», a més de tenir dues secretaries imperials, una per als grecs i una altra per als llatins, que van aparèixer durant el seu regnat.
Que les dues llengües eren d'ús quotidià ho testimonia l'existència d'inscripcions bilingües, les quals arriben, fins i tot, a alternar un idioma i l'altre. L'epitafi d'un soldat de llengua grega, per exemple, podia començar estant escrit en grec, per després relacionar el seu rang i la seva unitat dins l'exèrcit romà en llatí.
A l'Imperi oriental, les lleis i els documents oficials eren traduïts, regularment, del llatí al grec. Les dues llengües eren utilitzades habitualment pels funcionaris governamentals i l'església durant el segle v. A partir del segle vi, però, la cultura grega s'estudiava, a occident, gairebé exclusivament a partir de les traduccions llatines. En textos grecs hi apareixen manlleus lingüístics llatins quan es parla de temes tècnics durant l'antiguitat tardana i l'Imperi Romà d'Orient.
L'aticisme va ser un moviment de la Segona Sofística. Diversos intel·lectuals, com ara Publi Eli Aristides, buscaven restaurar les bases del grec clàssic característic del dialecte àtic, representat per Tucídides, Plató, Demòstenes i altres autors del període clàssic. Aquells estilistes que defensaven l'aticisme intentaven evitar els vulgarismes del koiné, fet gairebé impossible en aquest moment de la història, però el purisme lingüístic que van defensar va comportar l'aparició, durant el segle ii, dels gramàtics alexandrins i dels lexicògrafs. El nivell de coneixement del llenguatge i la literatura també va contribuir a preservar la cultura hel·lènica al món imperial romà.

## Llengües regionals

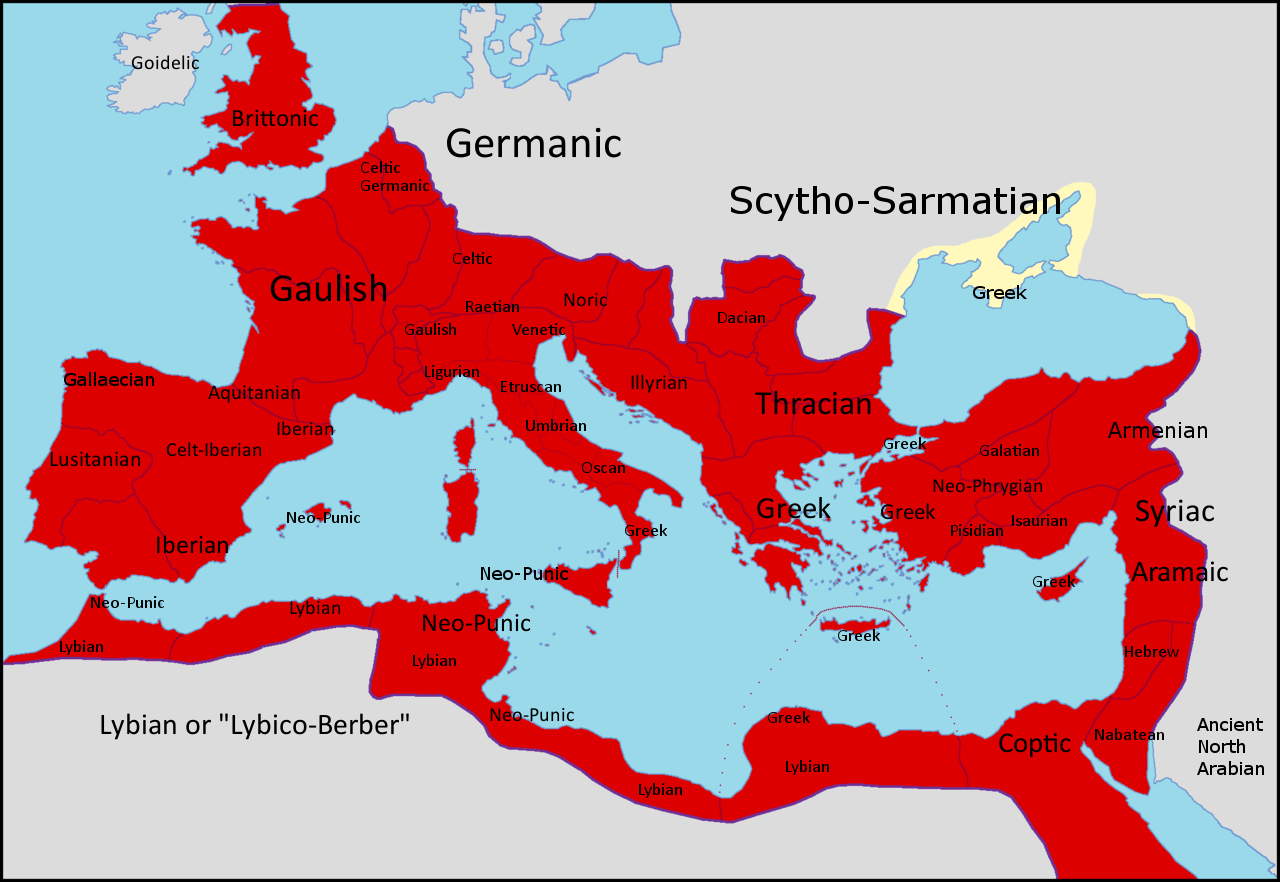
Mapa de les llengües regionals de l'Imperi pels volts del 150 dC

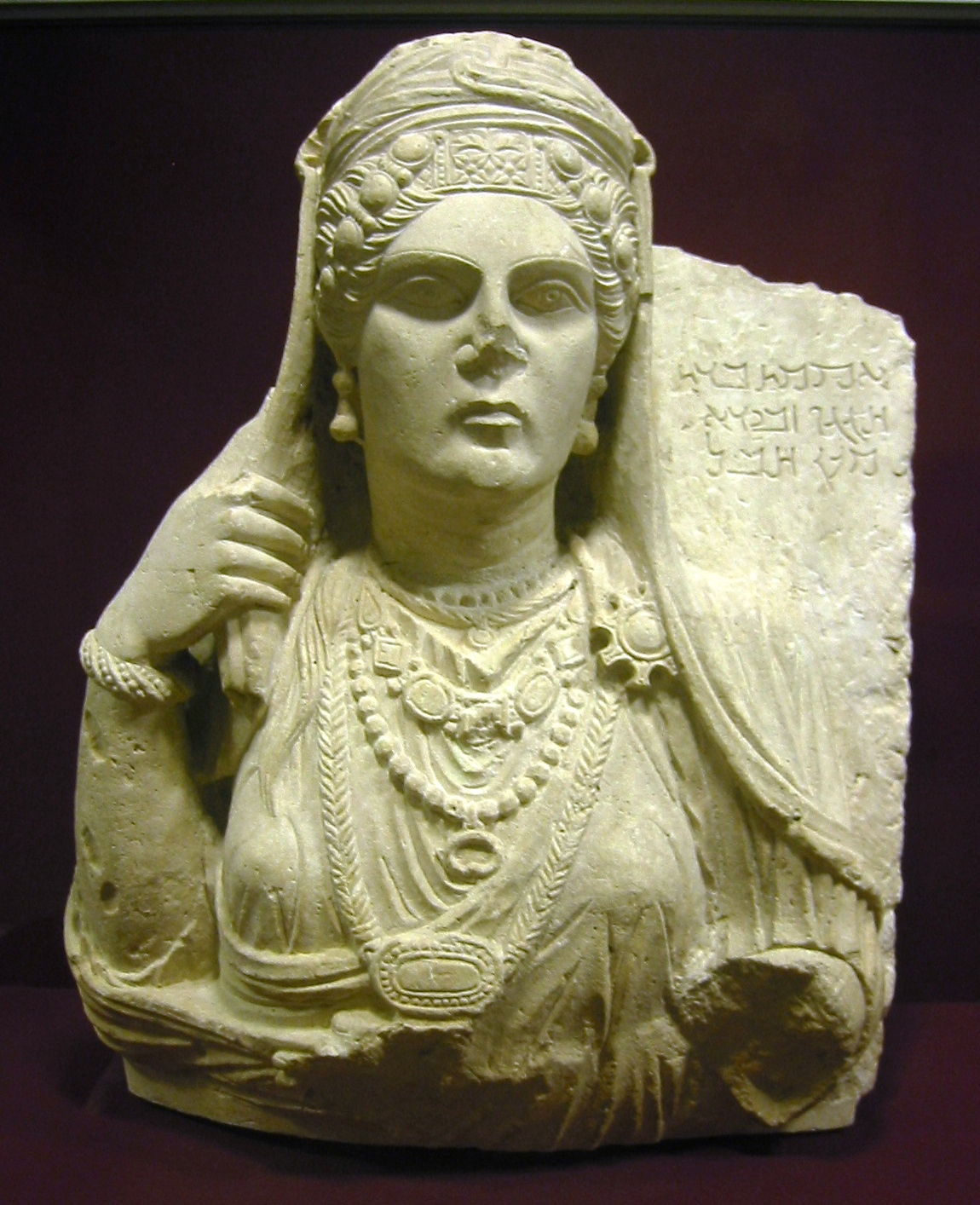
Bust funerari d'Aqmat, una dona síria, amb una inscripció en el dialecte arameu de Palmira.

El predomini del llatí i el grec entre l'elit literària podria enfosquir la realitat de l'existència d'una continuïtat en les llengües parlades, ja que totes les cultures de l'Imperi Romà eren predominantment orals. A les àrees on es parlava el siríac, el copte, l'hebreu o l'arameu, aquestes llengües havien de conviure amb el grec.

### Arameu i siríac
L'arameu era una llengua pròpia de les regions de Síria i Mesopotàmia, amb diversos dialectes diferenciats. El siríac es parlava a la ciutat d'Antioquia, una de les tres més grans de l'imperi, principalment per part dels cristians. La literatura siríaca es coneix cap al final del segle ii i en endavant, i es va desenvolupar a partir de la comunitat cristiana d'Edessa. Les primeres mostres de literatura siríaca eren produïdes en un ambient intel·lectual d'arrels clarament gregues, i així va ser fins al segle iv, però es diferenciava de la literatura grega pel seu ús de les formes en vers, que al seu torn va influir autors grecs com Eusebi, Basili o Teodoret. Una de les primeres obres de la literatura siríaca va ser el Diatessàron de Tatià, així com traduccions de seccions de la Bíblia.
El prolífic acadèmic siríac Bardesanes coneixia el grec, i va enviar el seu fill perquè estudiés a Atenes; no obstant això, va decidir escriure en la seva llengua pròpia. A més de redactar homilies i tractats en siríac, Bardesanes també va compondre 150 himnes «d'enorme influència i dubtosa doctrina». D'aquella època també destaquen altres obres escrites en siríac, com ara diversos tractats cristians, diàlegs i actes apòcrifes. Algunes obres siríaques contenen elements gnòstics, a més d'exercir una notable influència en la dispersió del maniqueisme. A partir del segle v i en endavant, també es troben obres de caràcter monofisita o nestorià.
Les obres de l'escriptor siríac Efraïm van ser traduïdes al grec. L'autor satíric i retòric Llucià, provinent de Samòsata, a la província de Síria, escrivia en grec, tot i que s'autodefinia com a siri; a causa d'un fragment on es refereix a si mateix com a «bàrbar» s'ha especulat amb la possibilitat que parlés habitualment siríac.
Els soldats de l'exèrcit romà provinents de Palmira fins i tot utilitzaven el seu dialecte de l'arameu per les inscripcions, en el que és una excepció de la llei segons la qual el llatí era la llengua de l'exèrcit.

### Copte

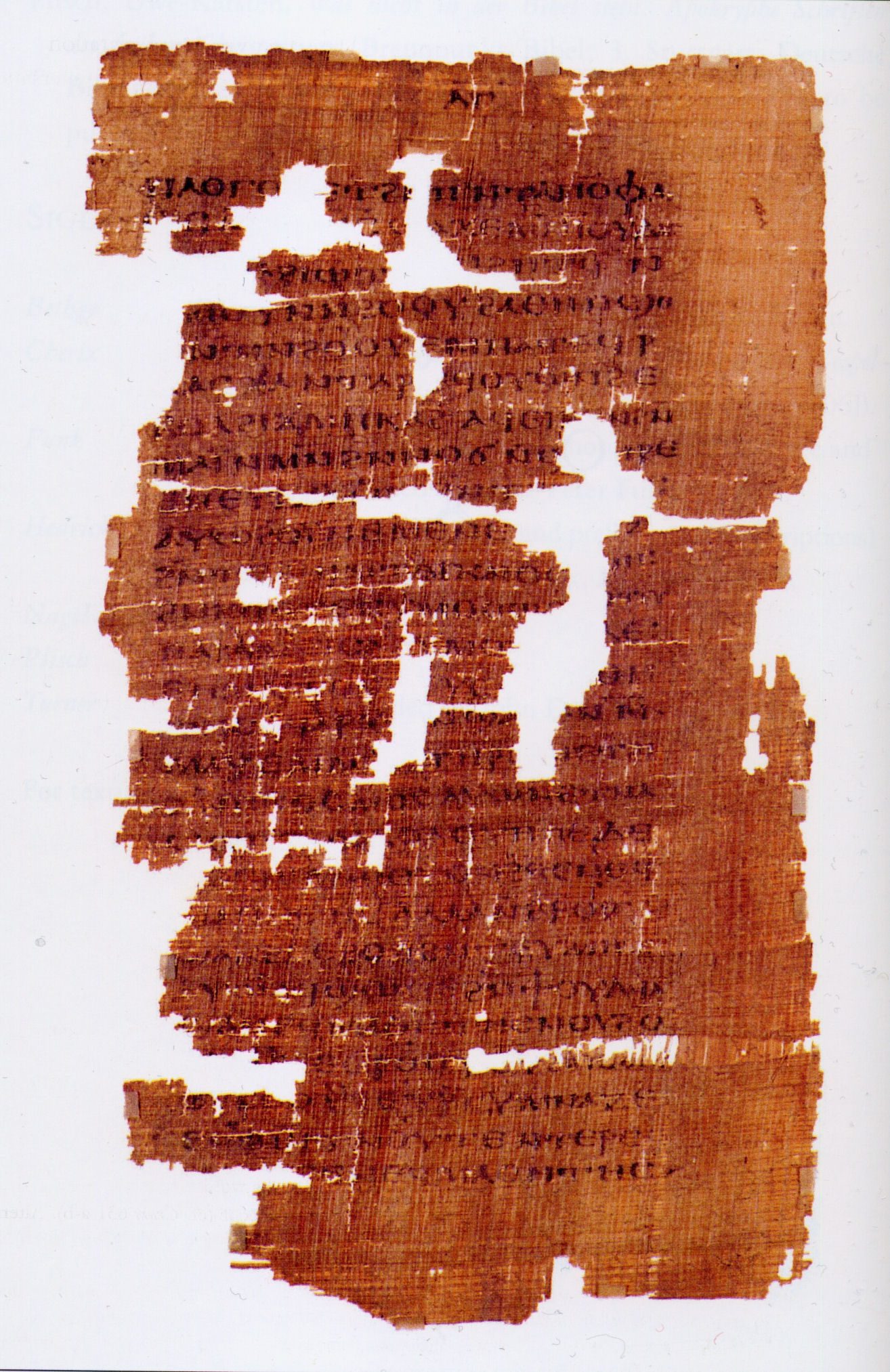
Primera pàgina de l'Evangeli de Judes, al Còdex Tchacos copte (segles III-IV dC)

«Copte» és el concepte modern per descriure l'antic egipci que es va desenvolupar durant l'antiguitat tardana. L'escriptura copta, com a llengua literària, sembla que fou el resultat d'un esforç conscient per part de les classes educades egípcies de reviure la seva herència cultural.
Durant el segle iv, l'escriptura del copte es va basar en l'alfabet grec, amb alguns caràcters addicionals extrets de l'egipci demòtic per reflectir la fonètica egípcia, tal com es pot observar en obres escrites en diferents dialectes, tals com l'antic bohaíric, el faiúmic, l'akhmímic o el sahídic. En aquell moment, el copte va emergir com un llenguatge completament literari, que incloïa la traducció d'obres gregues i la redacció de textos litúrgics o d'obres patrístiques. Entre els segles iv i vii, es van escriure obres originals en copte com ara homilies, vides de sants, lleis monàstiques, cartes o exhortacions, principalment en el dialecte sahídic. Com a sistema d'escriptura, el copte era utilitzat de manera habitual, tant per fer inventaris com per a les transaccions patrimonials, així com per a la composició de poemes. Cap a la dècada del 640, quan Egipte va passar a estar sota domini àrab, els cristians coptes constituïen la major part de la població. Cap al final del segle vii, els textos legals encara podien estar escrits en copte; per exemple, hi ha un protocol bilingüe en grec i en àrab, que fa referència a Mahoma, que precedeix un text íntegrament escrit en copte que invoca la Santíssima Trinitat.

### Púnic

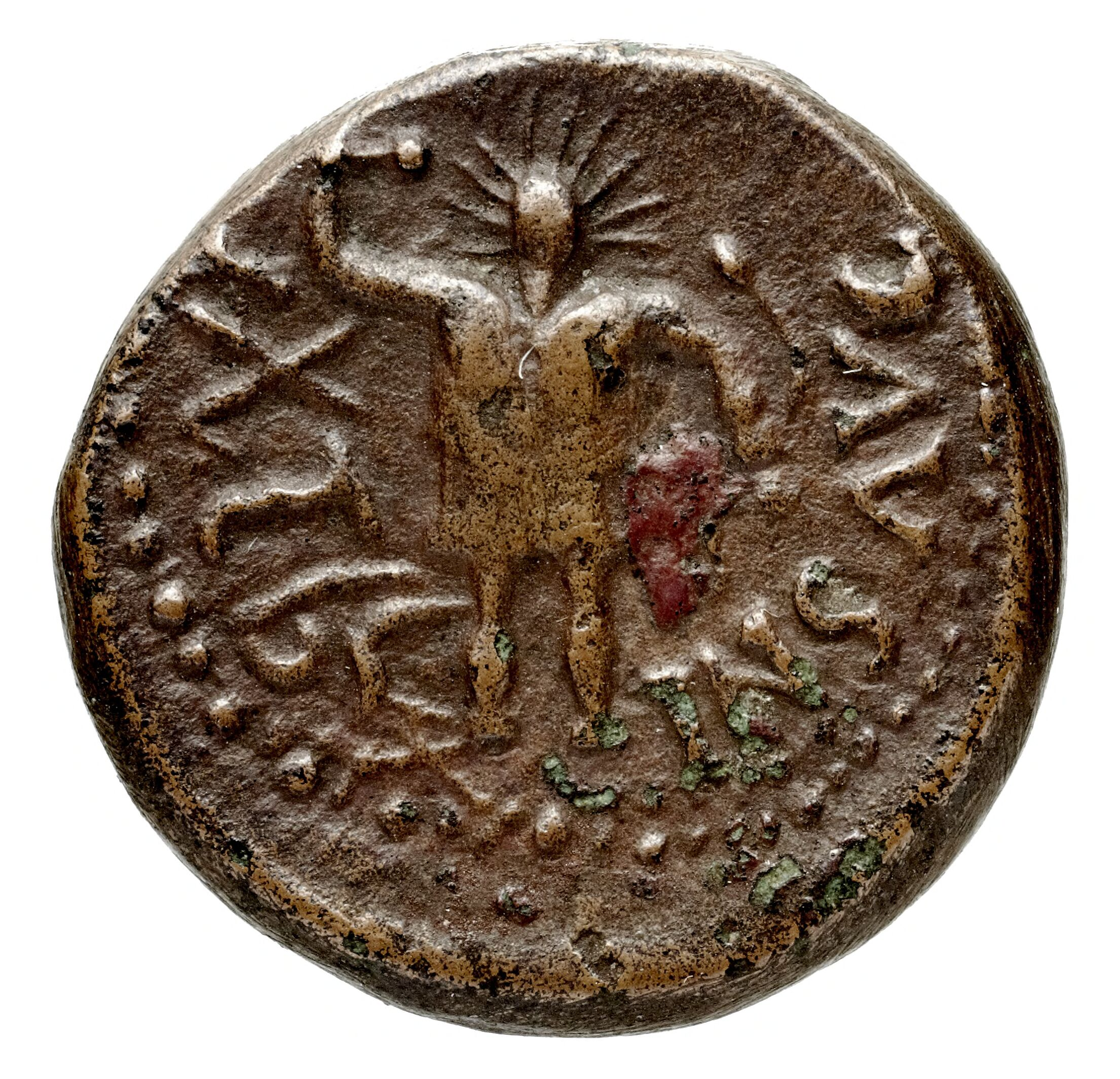
Moneda bilingue punic-llatí d'Èbusus del temps de l'emperador Calígula

El púnic, la llengua semítica parlada pels habitants de l'antiga Cartago, va seguir essent utilitzada al nord d'Àfrica durant el període imperial. Abans de la definitiva conquesta romana, el 146 aC, la major part de les inscripcions púniques havien estat votives, dedicades a deïtats com Tanit o Baal, així com commemoracions de tipus funerari, però durant l'època romana s'eixampla la varietat de continguts escrits en neopúnic, que sovint apareixien paral·lelament amb textos en llatí o en grec. Hi ha una ocurrència sorprenent escrita en neopúnic a l'interior del temple romà dedicat a Roma i August, construït entre el 14 i el 19 dC a Leptis Magna. A Èbusus la moneda usava caràcters neopúnics en temps de Claudi (41-54 dC).  Una de les darreres inscripcions en neopúnic data del regnat de Domicià (81-96 dC). No s'ha trobat cap inscripció pètria en alfabet púnic a partir dels segles II-III dC. Durant els segles IV i v, les inscripcions en púnic es feien utilitzant l'alfabet llatí.
El púnic era parlat per les classes més altes de la societat: l'emperador Septimi Sever (193-211) va néixer a Leptis Magna i parlava el púnic tan bé com el llatí o el grec, mentre que es deia que les seves germanes, segons que sembla, no dominaven el llatí en absolut. Agustí, provinent del nord d'Àfrica, esmenta en moltes ocasions el púnic; observava que aquest idioma estava emparentat amb l'hebreu i el siríac: el seu coneixement del púnic el va ajudar a transcriure paraules semítiques de la Bíblia.

### Llengües cèltiques
Les llengües cèltiques parlades a l'imperi, als inicis d'aquest període, eren el gal, que es parlava a la Gàl·lia (Gallia, avui en dia França, Bèlgica i Suïssa); el celtibèric, parlat en certes regions d'Hispània (avui Espanya i Portugal); el britònic a Britànnia (avui Anglaterra i Gal·les), i el gàlata, una branca de les llengües cèltiques portada fins a Anatòlia per part de les invasions gal·les del segle iii aC. La regió de Galàcia, que també fou una província romana, deriva del nom que els grecs donaven als «gals» o «celtes», galàtai. Els manlleus lingüístics del gal estan registrats al llatí des dels temps d'Enni (ca. 239-169 aC), i són conseqüència de la presència d'assentaments celtes a la península itàlica. Durant l'antiguitat tardana, algunes paraules gàl·liques havien estat tan llatinitzades que ja no es consideraven manlleus lingüístics.

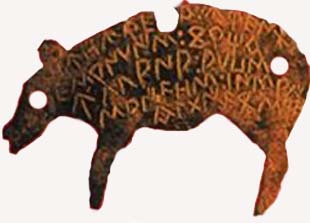
Inscripció celtibèrica en un símbol d'hospitalitat de període republicà

El celtiber està documentat com un llenguatge escrit només a partir del contacte amb els romans durant el segle ii aC. De les 103 inscripcions que se n'han localitzat, 30 estan escrites en alfabet iber i són símbols d'hospitalitat (tesserae hospitales), 20 de les quals tenen forma d'animal. Aquest costum social d'oferir-se suport mutu entre famílies o comunitats era compatible amb l'hospitium de la cultura romana, i els celtibers van continuar produint aquests símbols, tot i que van canviar al llatí a partir del segle ii, durant l'època imperial. Amb August, el territori dels celtibers va passar a formar part de la província de la Tarraconense. El celtiber escrit va deixar de produir-se durant el regnat d'August, o potser abans i tot.
Hi ha moltes referències al gàl·lic, durant l'antiguitat tardana, que podrien indicar que encara era parlat. Ireneu, bisbe de Lugdúnum (l'actual Lió) des del 177 dC, es queixa que s'ha de comunicar amb els seus parroquians en la seva «llengua bàrbara», probablement el gàl·lic. El jurista Ulpià (170-228 dC) esmenta la necessitat de reconèixer els contractes verbals gals. Lampridi diu que un druida havia fet una profecia, en gàl·lic, sobre Alexandre Sever (208-235 dC). Jeroni (331-420 dC), que en tenia coneixement de primera mà, observa que els gals trèvers parlaven una llengua «més o menys similar» a la parlada pels gàlates. El recull de receptes farmacològiques de Marcel de Bordeus (final del segle iv – començament del segle V) conté diverses paraules gàl·liques, principalment noms de plantes, i sembla indicar que aquesta llengua continuava fent-se servir, com a mínim en camps específics com la medicina tradicional o la màgia. Sulpici Sever (363-425 dC), també provinent de la Gàl·lia Aquitània, fa esment així mateix del bilingüisme llatí-gàl·lic i especifica que el gàl·lic és la seva llengua materna. D'altres comentaris sobre persones que parlen «a la manera gàl·lica» (gallice) o similars podrien fer referència al llatí amb un accent regional gàl·lic.

### Llengües germàniques
Gairebé no ens ha arribat cap registre de les llengües germàniques parlades a l'imperi, amb l'excepció del gòtic. Una frase en aquesta llengua apareix citada en un dístic elegíac de l'Antologia llatina, i més sovint en parts dels evangelis, que van ser traduïts al gòtic i preservats en l'obra del segle vi Codex Argenteus. Tot i que el llatí va adoptar diversos manlleus provinents de les llengües germàniques, la influència idiomàtica va ser especialment clara en el sentit contrari.

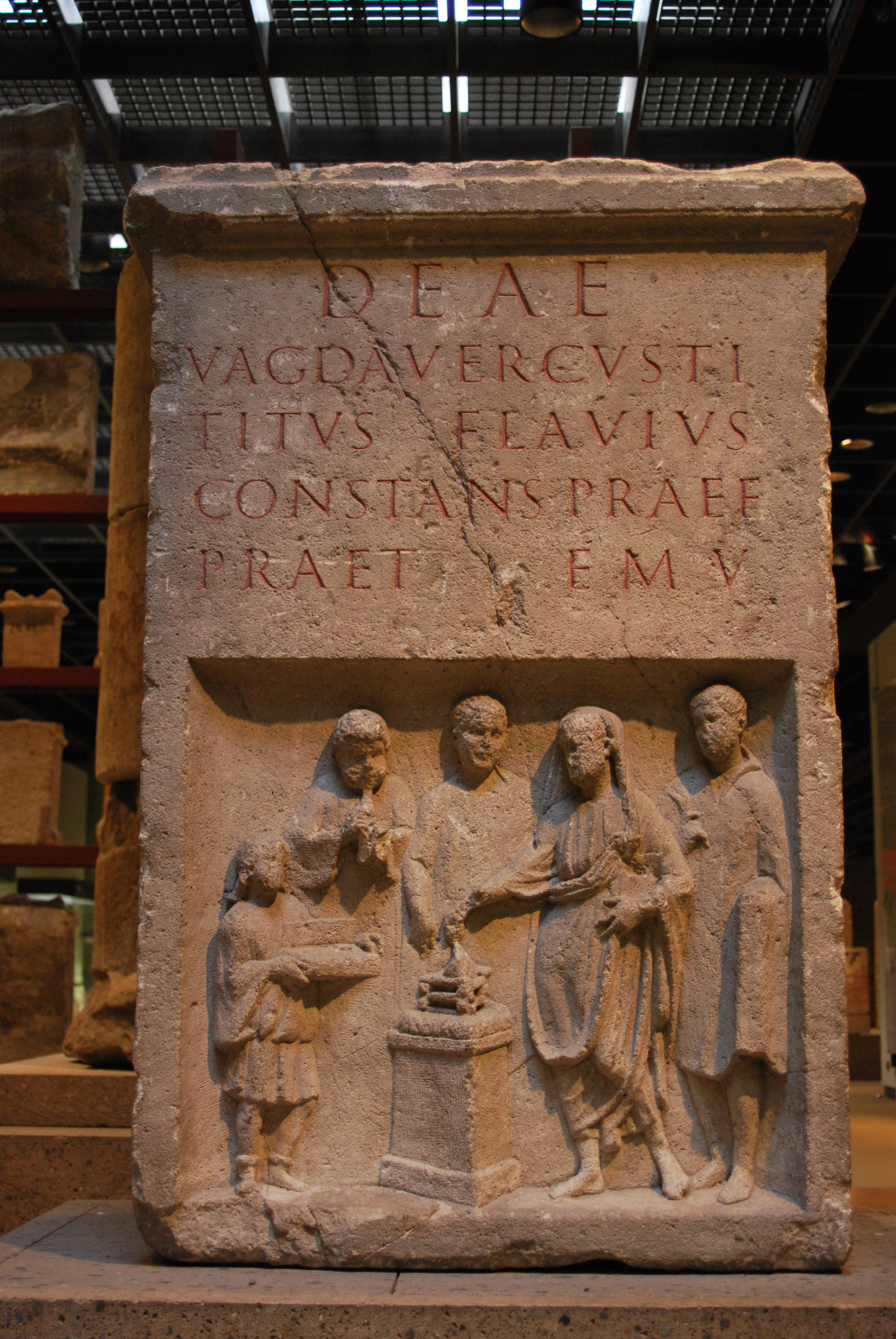
Escena d'un sacrifici romà sobre un altar, amb una dedicació en llatí a la deessa germànica o celta Vagdavercustis, aixecat pel prefecte del pretori el 156 dC a Colonia Ubiorum (Colònia, Alemanya)

El bilingüisme entre una llengua germànica i el llatí va ser especialment important a l'exèrcit entre els oficials responsables de reclutar unitats a les àrees de parla germànica. Tàcit observa que Armini, l'oficial querusc que posteriorment lideraria una rebel·lió espectacularment reeixida contra els romans, era bilingüe. L'emperador Julià va contractar un tribú militar germànic com a espia. Els funcionaris i secretaris que mantenien al dia els registres a les tauletes de Vindolanda eren bataus, tot i que cal dir que el seu llatí era perfecte; els soldats rasos de les seves unitats, no obstant això, podrien haver mantingut la seva llengua germànica. Tot i que es donava menys sovint, el cas és que alguns oficials llatins van aprendre una llengua germànica a conseqüència de les seves funcions i actuaven com a intèrprets. Aprendre una llengua germànica era considerat un èxit dubtós que podia induir a adoptar tendències «bàrbares»: a la Gàl·lia del segle v, Sidoni Apol·linar pensa que és divertit que el seu amic literat, Siagri, pugui parlar el germànic de manera fluida.

## Distribució geogràfica

### Península itàlica i Sicília
A Itàlia, l'ús escrit del llatí havia substituït el de l'osc que, com el llatí mateix, era una llengua itàlica, i el de l'etrusc, cap al segle i. L'osc s'ha conservat gràcies a les inscripcions conservades per l'erupció del Vesuvi de l'any 79 dC, a Pompeia, ciutat que es trobava a la regió dels oscos, un parell de les quals podrien datar entre el 63 dC i el 78 dC. A mitjan segle i, l'emperador Claudi, interessat en les manifestacions culturals antigues, coneixia l'etrusc i va escriure una obra en diversos volums sobre la història del poble etrusc, que malauradament no ha arribat als nostres dies.
El multilingüisme havia estat una característica de la província de Sicília durant segles, com a resultat de les diverses ocupacions que havia experimentat, des dels cartaginesos fins als mateixos romans, passant pels grecs. Mentre que el comerç d'esclaus durant el període republicà va portar a l'illa parlants de grec i d'altres llengües orientals, la llengua grega era l'idioma utilitzat per les persones de classe alta, així com pels funcionaris governamentals i els homes de negocis, durant l'època imperial. La immigració cap a l'illa de Sicília, durant els primers anys de l'imperi, es va produir més habitualment per part de població provinent d'àrees on es parlava llatí que no pas de les dominades pel grec. Els africans llatinoparlants també tenien una presència important a l'illa romana. Les inscripcions cristianes acostumaven a estar-hi escrites en grec. Durant l'antiguitat tardana, el bilingüisme entre llatí i grec era tan comú que probablement la vida diària dels sicilians necessitava utilitzar totes dues llengües indistintament. Les comunitats jueves de Siracusa sembla que eren bilingües en grec i en hebreu. A Sicília hi ha també proves que s'hi utilitzava el siríac.

### Províncies occidentals

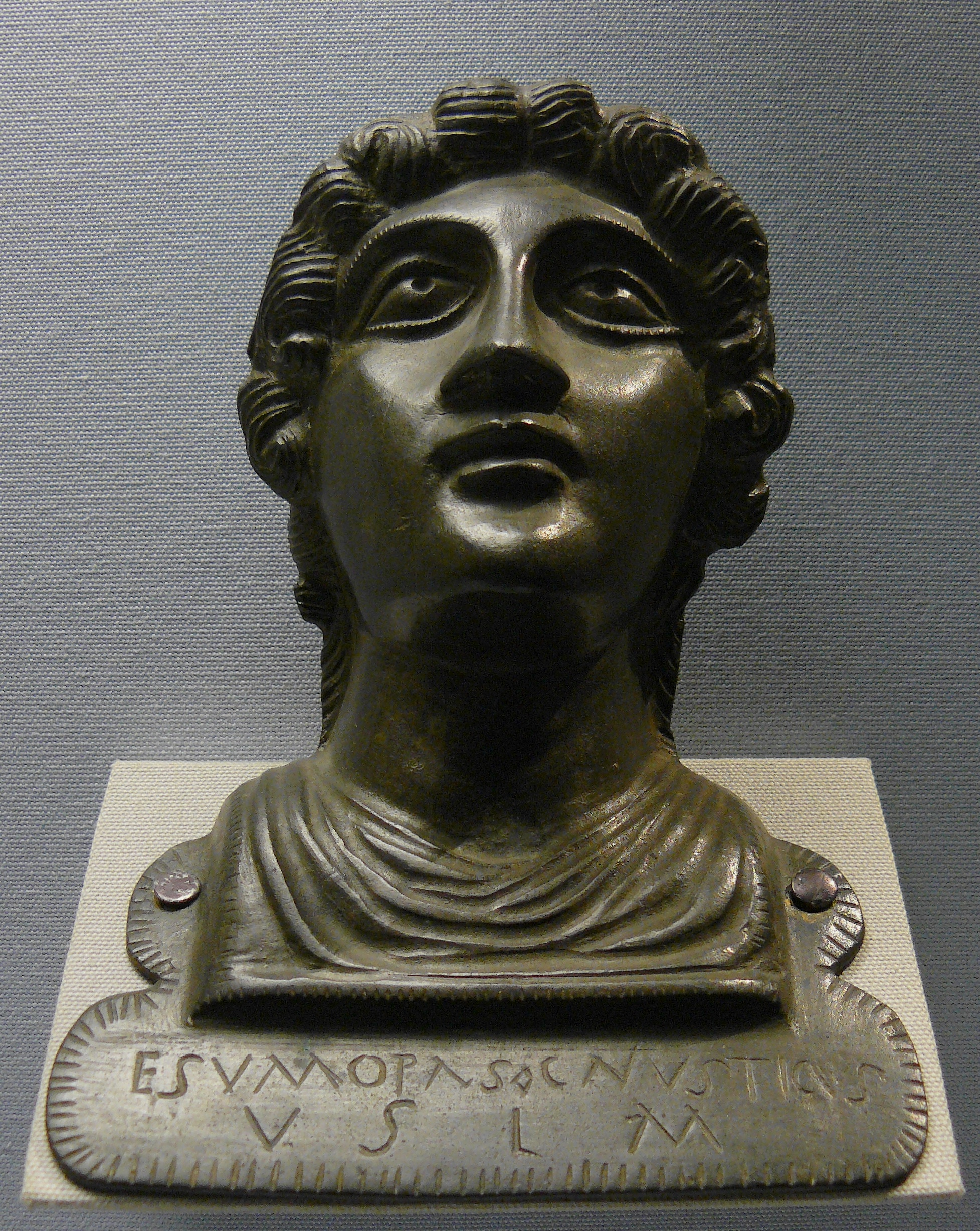
Bust votiu (final del) amb el nom gàl·lic «Esumopas Cnustious» i l'abreviatura llatina «VSLM» (votum solvit libens merito, «va fer els seus vots lliurement, com es mereix»)

A l'Imperi occidental, el llatí va anar reemplaçant gradualment les llengües celtes, les quals hi estaven emparentades a través de l'origen indoeuropeu compartit. Alguns trets comuns, tant de sintaxi com de vocabulari, van facilitar l'adopció del llatí. La Gàl·lia mediterrània –l'actual sud de França– s'havia convertit en trilingüe –s'hi parlava grec, llatí i gal– a mitjan segle i aC. La importància que s'atorgava al llatí a l'hora d'entrar a formar part de l'estructura de poder governant va provocar una ràpida extinció de les inscripcions en els alfabets que s'havien utilitzat prèviament per representar els llenguatges locals a la península Ibèrica (Hispània) i la Gàl·lia. Entre els diversos aspectes de la cultura gal·loromana destaca la creació de textos gal·lollatins. En les inscripcions commemoratives llatines, els individus amb noms celtes poques vegades es definien a ells mateixos com a «celtes» o «gals»; normalment es definien com a membres de la seva civitas (com ara els hedus, els rems o els píctons) o la seva tribu (tribus) i com a ciutadans romans. Molts escriptors destacats en llatí durant el període imperial eren provinents de la península ibèrica, com ara Sèneca, Lucà, Quintilià, Marcial i Prudenci.
La majoria de les 136 inscripcions gregues de la Gàl·lia mediterrània (la Narbonensis), incloent-hi aquelles que es van descobrir en el que originalment eren colònies gregues, són d'origen posterior al regnat d'August. El seu contingut indica que el grec era utilitzat cada vegada més per a temàtiques especialitzades: «educació, medicina, interpretació, activitats agonístiques, arts, màgia, religió (amb el cristianisme inclòs)». Les inscripcions descobertes a Marsella (l'antiga Massàlia), fundada com una colònia grega focea al voltant del 600 aC, mostren l'ús continuat del grec, especialment en l'educació i la medicina, encara durant els segles ii i iii de l'època imperial. Durant el segle iv, el poeta i acadèmic llatí Ausoni, originari de l'actual Bordeus, a la Gàl·lia Aquitània, caracteritza el seu pare, que era metge, com un parlant del grec àtic, llengua en la qual era més eloqüent que en llatí.
El basc, que no és una llengua indoeuropea, va sobreviure a la regió dels Pirineus. Els habitants del sud-oest de la Gàl·lia i el nord-est d'Hispània (més o menys les actuals regions d'Aquitània i Navarra) eren reconeguts per Juli Cèsar com a ètnicament diferents dels celtes, i la llengua aquitana que parlaven era vascònica com el basc, si ens prenem com a referència els topònims d'aquesta zona. Els aquitans van adoptar el llatí mentre es trobaven sota domini romà.
El gal probablement era parlat a les regions central i septentrional de la Gàl·lia fins al segle iv i, probablement, el V i tot, i a Bretanya (l'antiga Armòrica) potser fins al segle vi. El llatí no va influenciar tan profundament la província de Britànnia (les actuals Anglaterra i Gal·les) i probablement va desaparèixer força ràpid quan els romans van abandonar l'illa al voltant del 410 dC. La presència de manlleus llatins en el britònic suggereix que el llatí de la Britànnia romana era acadèmic, en contrast amb el llatí planer –l'anomenat llatí «vulgar»– utilitzat de forma quotidiana al continent.

### Províncies africanes

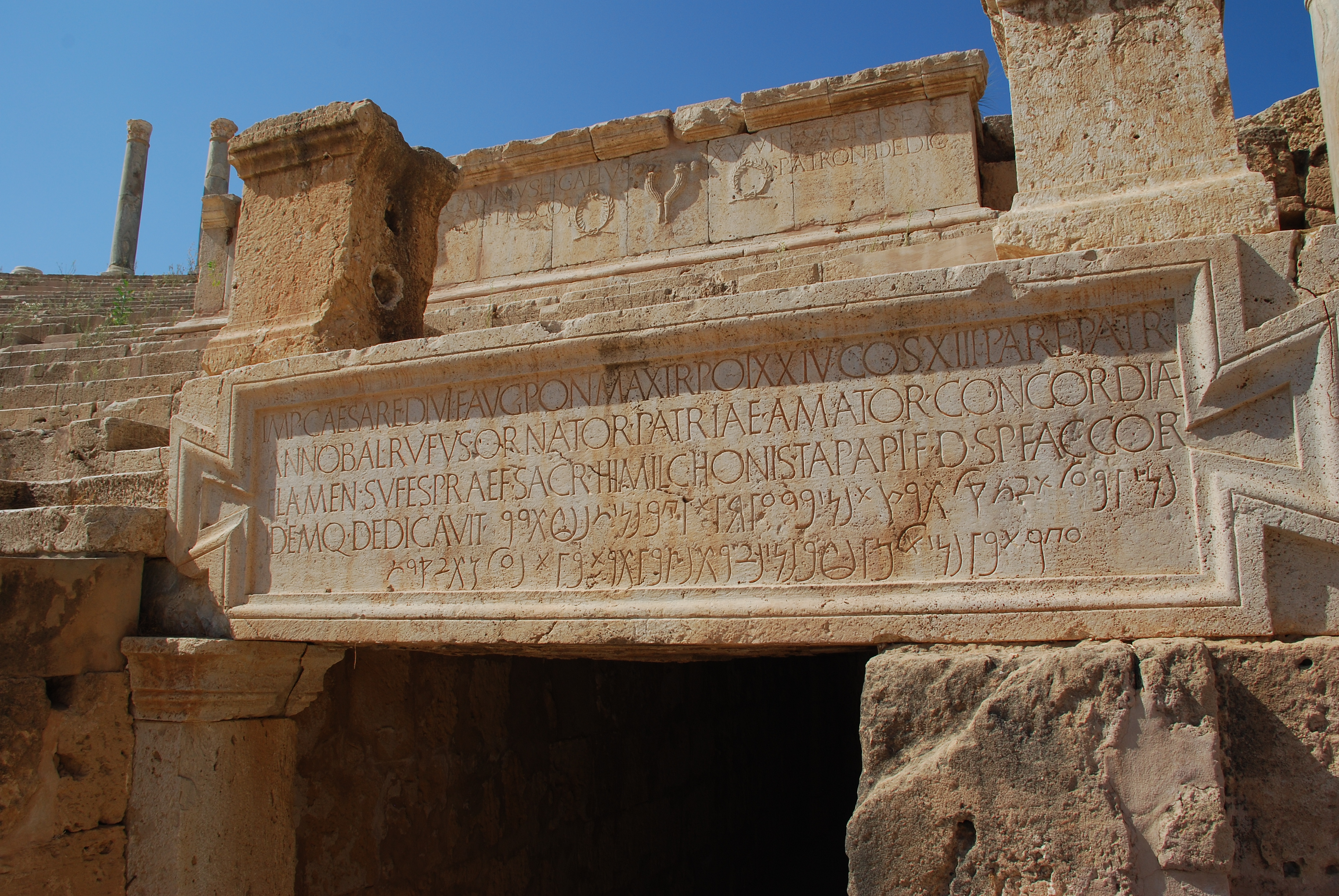
Inscripció bilingüe en púnic i llatí al teatre de Leptis Magna, a l'actual Líbia

A la província d'Àfrica, a l'oest de la Cirenaica –una regió colonitzada pels grecs des del segle VII aC–, la població de Cartago i d'altres colònies fenícies parlava i escrivia en púnic, mentre que el llatí era habitual als centres urbans. D'altres romans africans parlaven llengües afroasiàtiques com el líbic o el numidi, i potser protoversions i tot de l'actual amazic.
El púnic va ser utilitzat en llegendes epigràfiques i numismàtiques durant l'època de Tiberi (segle i), i s'han descobert inscripcions en púnic en edificis públics del segle ii, algunes de les quals són bilingües i inclouen la versió en llatí. Les inscripcions també poden ser trilingües: una llegenda epigràfica pertanyent al culte imperial presenta «l'oficial en llatí, la local en púnic, i en grec per als comerciants i l'elit educada o cosmopolita».
Les inscripcions en libi utilitzen un alfabet similar al tifinag, normalment escrit en vertical i de baix cap a dalt. Els 23 caràcters existents són «d'una forma geomètrica més aviat rígida». Se n'han trobat exemples bilingües tant en púnic com en llatí, cosa que indica que algunes persones que podien escriure aquesta llengua també podien transcriure els seus noms en alfabet libi. Tot i que les inscripcions en libi es concentren al sud-est d'Hipona, prop de l'actual frontera entre Algèria i Tunísia, la seva distribució global suggereix que el coneixement d'aquesta llengua no estava circumscrit a comunitats aïllades.
Alguns dels autors destacats en llatí provinents de l'Àfrica, durant el període imperial, són el novel·lista Apuleu i els pares de l'Església Tertul·lià i Agustí. Les comunitats llatinoparlants van continuar existint al nord d'Àfrica, principalment al voltant de Cartago, durant el període del Regne Vàndal (435-534), però va desaparèixer cap al final del segle vii, arran de la conquesta àrab.

### Egipte

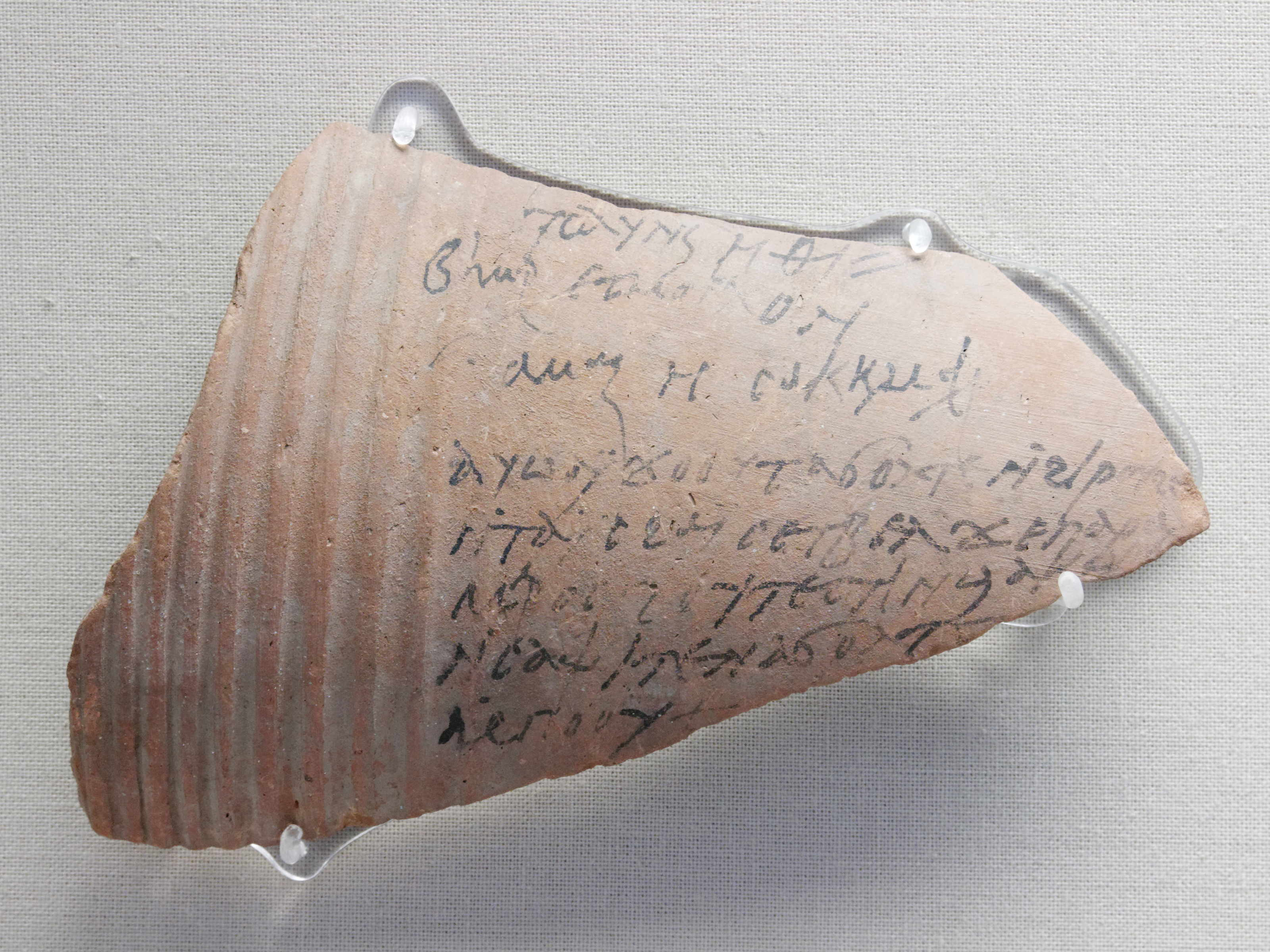
Fragment d'un vas de ceràmica amb escriptura copta per al transport de blat a un molí, datat el 2 de juny del 321 dC

A Egipte predominava el copte, però el grec hi era present des de la conquesta d'Alexandre el Gran, i aquest idioma i el llatí van ser les llengües de l'administració durant el període imperial romà. Alexandria, fundada el 331 aC durant el domini grec d'Egipte, era una de les tres ciutats més grans de l'Imperi Romà, a més de ser la principal ciutat pel que fa a la vida intel·lectual grega durant els períodes hel·lenístic i imperial. Famosa per la seva biblioteca, també va ser un centre per a la disseminació del cristianisme, el qual es va desenvolupar primer entre els parlants de grec egipcis.
Al voltant del 700 dC l'ús administratiu del grec va ser substituït per l'àrab, la llengua dels conqueridors. El copte va començar a declinar, i des d'aleshores va preservar-se, principalment, per als aspectes litúrgics.

### Imperi oriental
Tot i que el grec era utilitzat de manera habitual tant al Mediterrani com a l'Àsia menor, fins i tot més enllà de les fronteres de l'imperi, la distribució lingüística a la part oriental de l'Imperi era molt complexa. A la península d'Anatòlia hi cohabitaven diverses llengües que actualment s'han extingit, com ara el gàlata, la llengua celta introduïda pels gals invasors al voltant del segle iii aC, o el frigi, el pisidi i el capadoci, existents durant el període imperial, com ho demostra la seva presència en inscripcions epigràfiques. Les fonts cristianes també esmenten la supervivència del gàlata, el capadoci, el misi i l'isauri a l'Àsia menor. Com el grec i el llatí, aquestes llengües estan catalogades com a indoeuropees. El frigi no s'esmenta en un text literari fins al segle vi, però ha estat preservat per un centenar d'inscripcions funeràries en alfabet grec, en la majoria de les ocasions acompanyat per fragments en grec, datades pels volts del segle iii. En algunes fonts també sembla que s'esmenta un accent capadoci en un parlant del grec.

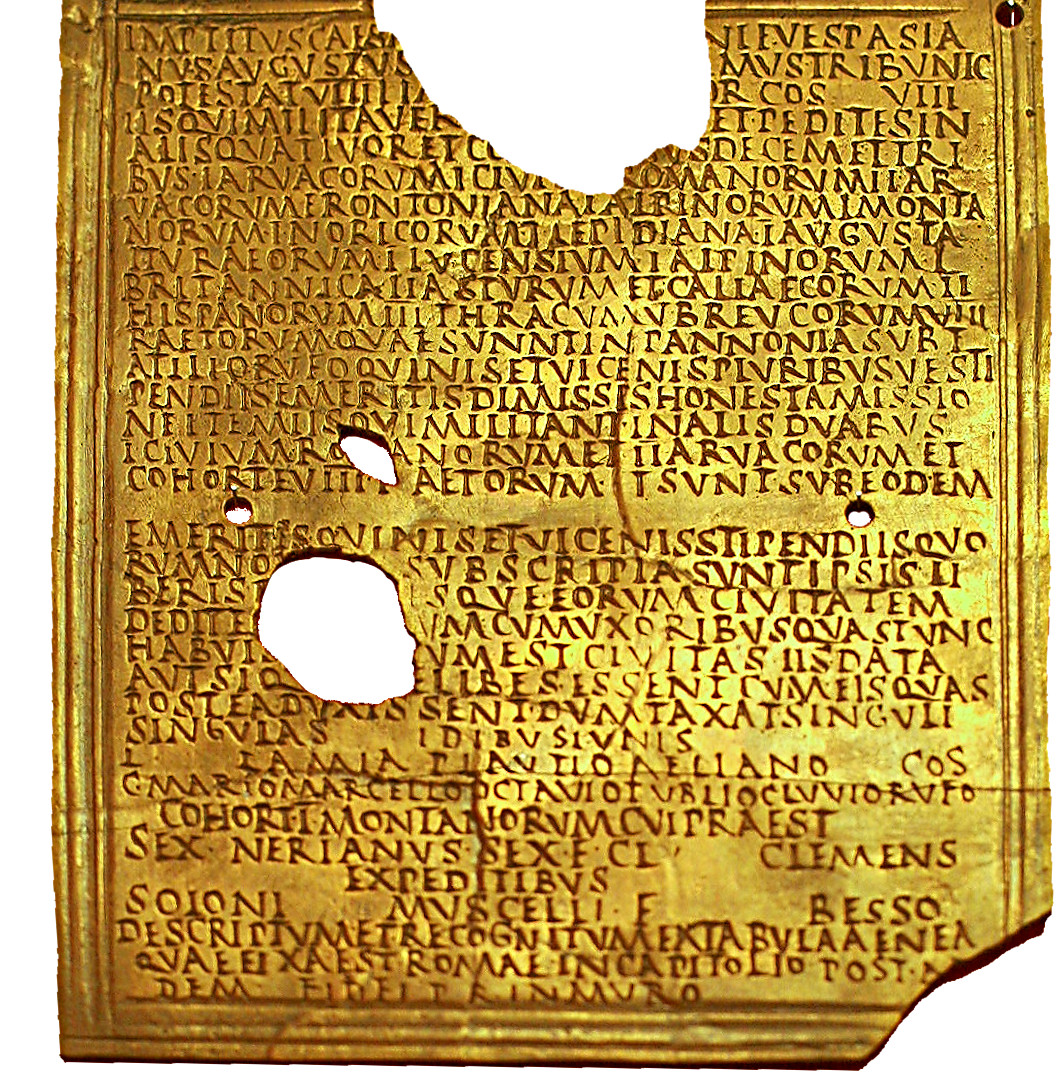
Diploma militar romà en llatí, datat del 13 de juny del 80 dC a Carnunt, a la província danubiana del Nòric

Fora de l'exèrcit, el llatí no va esdevenir mai una llengua d'ús quotidià a la part oriental de l'imperi. L'única excepció en va ser la colònia romana de Berytus (l'actual Beirut), on es podia aconseguir una educació en llatí, i que es va fer famosa per la seva escola de dret romà.

### Províncies danubianes i Balcans
Les províncies danubianes es trobaven en una àrea geogràfica que comprenia la conca mitjana i baixa del Danubi, els Alps orientals i Dinàrics i els Balcans. Aquestes províncies eren el Nòric, la Dàcia, la Dalmàcia, la Mèsia, Tràcia, l'Escítia Menor i la Pannònia. La influència relativa del llatí sobre el grec –i viceversa– en aquesta àrea i als Balcans en general, de vegades és delimitada pel que es coneix com la línia de Jirecek.
El grec havia estat en ús al sector més meridional dels Balcans des del final del segle iv aC, com a resultat de les conquestes macedònies de Filip II i Alexandre. L'Antic macedoni, potser un dialecte grec, segurament es parlava en algunes parts de les actuals Macedònia del Nord i Grècia septentrional; al nord d'aquesta àrea segurament es parlava el peoni, i al sud l'epirota, tots dos documentats arqueològicament.
L'il·liri era parlat al nord-oest, mentre que al nord est es parlaven el traci i el dàcic. Aquestes tres llengües, totes elles indoeuropees, han estat considerades, en algunes ocasions, com un antecedent del modern albanès. Des del seu exili a Tomis, a la mar Negra –prop de l'actual ciutat romanesa de Constanța–, el poeta august Ovidi va estudiar gètic i sàrmata, i va remarcar que el grec era parlat amb un marcat accent gètic. Les inscripcions localitzades a Tomis del període imperial generalment són escrites en gètic, i inclouen alguns noms personals en traci i referències religioses.

### Diàspora jueva

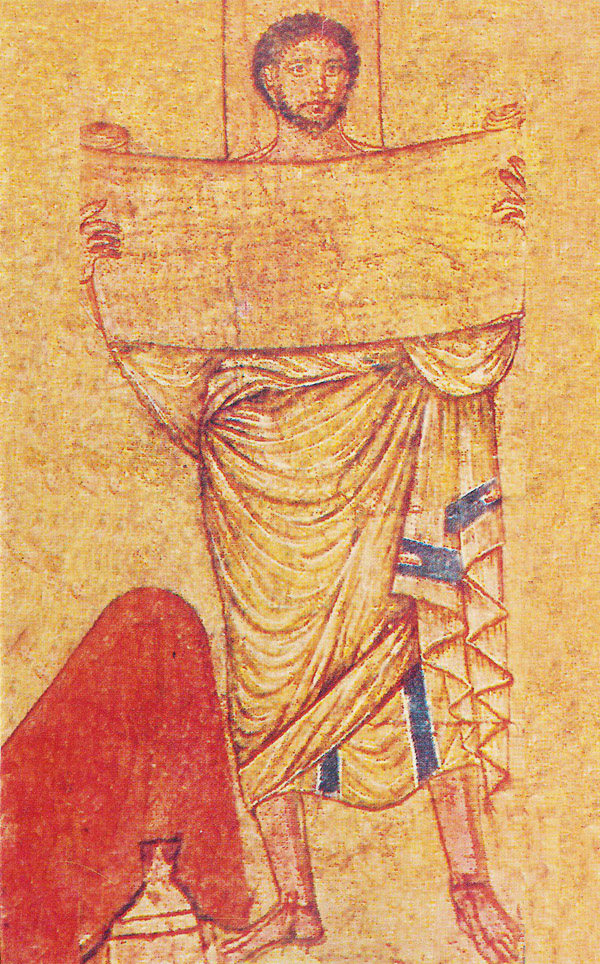
Esdres o Jeremies llegint un pergamí, en una pintura de la sinagoga de Dura Europos

Les inscripcions en grec i llatí erigides per jueus donen fe del bilingüisme o multilingüisme d'aquesta comunitat, i la seva distribució tot al llarg de l'Imperi reflecteix la diàspora jueva. Aquestes inscripcions podien acabar amb la paraula hebrea xalom. La presència jueva a Egipte queda demostrada per papirs fins a l'esclat de la revolta jueva del 116-117. Durant la primera meitat del segle v, el grec va coexistir amb l'hebreu i el judeoarameu a les comunitats jueves de Palaestina Prima i Palaestina Secunda, i es troba en inscripcions de mosaics, fins i tot a les sinagogues.
Com va ser el cas de la Septuaginta, àl·licla traducció grega de la Bíblia hebrea que va realitzar-se abans de l'època imperial, la literatura jueva en grec durant l'època imperial va ser escrita principalment per jueus que parlaven grec. Alguns dels jueus que escrivien en grec, cap al final del període hel·lenístic i el començament del període imperial, com ara el filòsof Filó o l'historiador Flavi Josep, incloïen els gentils entre la seva audiència desitjada. Els Oracles sibil·lins i el Llibre de la Saviesa són d'altres exemples de la literatura jueva en grec d'aquest període.
No ha sobreviscut cap text en grec, escrit a partir de l'any 100, que amb tota seguretat se'n pugui identificar l'autor com a jueu. A partir d'aquell moment, els escrits jueus en grec passen a ser irrellevants per als cristians, els quals era difícil que els conservessin. La tradició manuscrita de la cultura jueva medieval va preservar només escrits en hebreu i arameu.

### Comunitats cristianes
L'Epístola a Diognet especifica que la llengua no era un factor determinant de la identitat cristiana; els cristians podien parlar qualsevol llengua. Durant l'antiguitat tardana, totes les llengües d'ús regular a l'Imperi podien haver creat exemples de literatura cristiana.

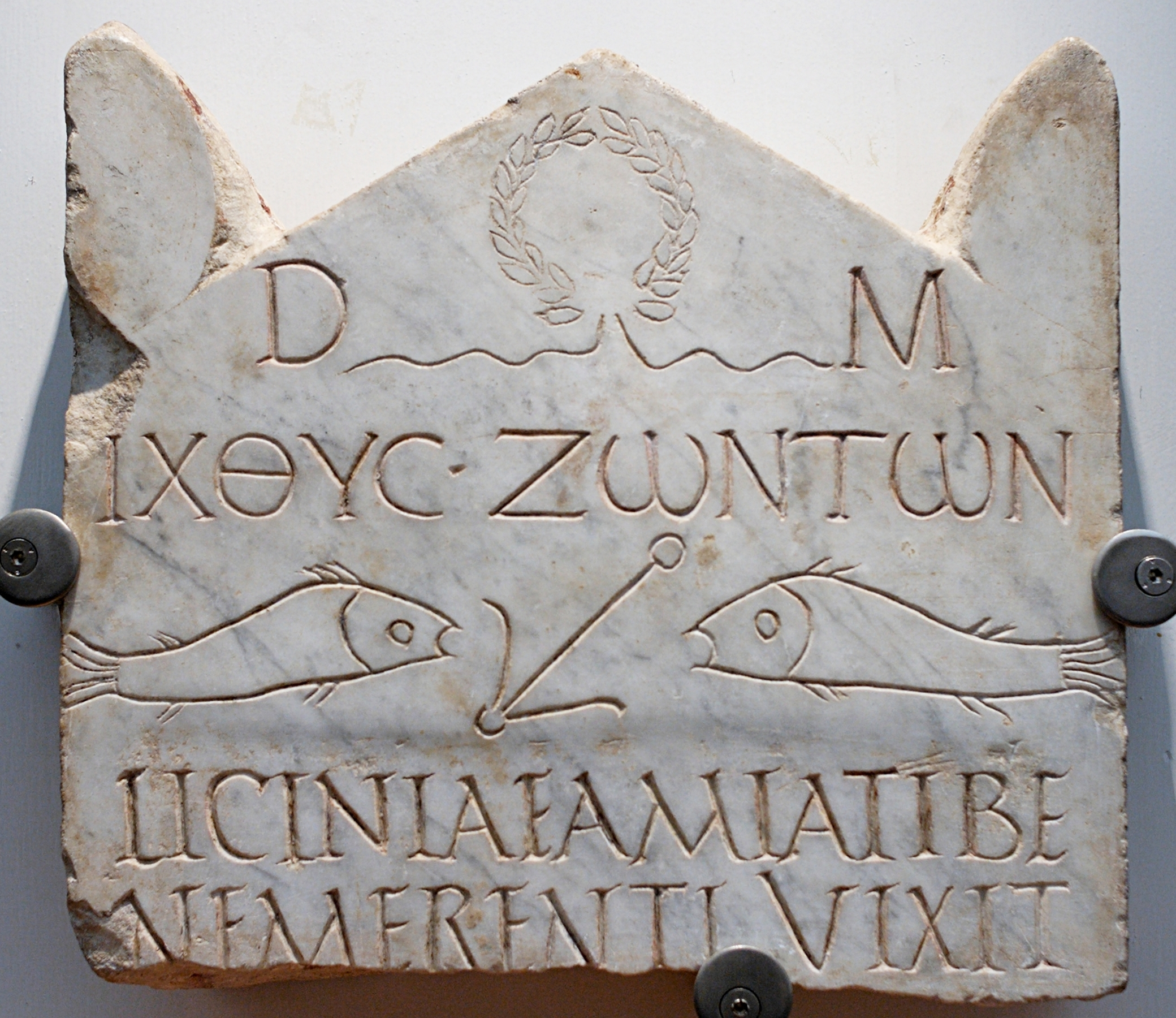
Aquesta estela funerària és una de les primeres inscripcions cristianes: l'abreviatura D.M. de la part superior vol dir Di Manes, els antics esperits romans de la mort, però acompanyat de l'àncora i el símbol del peix cristians, expressat amb la frase en grec «Peix per als vius», seguit de l'epitafi del mort en llatí

L'ús internacional del grec va ser un factor que va permetre l'expansió del cristianisme, com ho indica, per exemple, l'ús del grec a les Epístoles Paulines. Constantí, el primer emperador que es va convertir al cristianisme, probablement coneixia prou el grec, tot i que el llatí era la llengua principal de la seva cort i utilitzava un intèrpret per adreçar-se als bisbes grecoparlants del Concili de Nicea. A l'occident llatí cristià, el grec es va acabar associant amb el «paganisme» i es considerava una llengua estrangera (lingua peregrina). Sant Agustí va confessar que menyspreava el grec i que el trobava difícil d'aprendre. A l'antiguitat tardana, era ben possible parlar el grec com a primera llengua però, en canvi, no considerar-se a un mateix com a «hel·lè», en matèria de religió i cultura. Durant la primera meitat del segle v, el grec era la llengua habitual de comunicació per part dels bisbes, i les Acta Conciliorum («Actes dels Concilis de l'Església») van ser registrades originàriament en grec i, posteriorment, traduïdes al llatí, al siríac o al copte. Durant aquest període, el llatí només va tenir un paper subordinat en els primers concilis ecumènics, com van tenir també un paper secundari els representants de l'Imperi d'Occident. Tot i que, tradicionalment, s'ha considerat que l'armeni es va establir com a llengua cristiana durant aquesta època, no apareix a les Acta. Hi ha indicis que apunten que el copte podria haver estat parlat als concilis, però no n'hi ha cap prova irrefutable. Als concilis ecumènics es feia una traducció simultània per a aquells participants que utilitzaven la seva pròpia llengua, fins i tot alguns que eren esmentats com a «àrabs», «sarraïns» o «ismaïlites». S'ha trobat molt poc contingut cristià en inscripcions aràbigues a partir del segle vi.

## Llengües rituals
Els diversos ritus privats o personalitzats coneguts genèricament com a «màgia» es podrien haver desenvolupat en una gran varietat d'idiomes. La màgia, així com algunes teràpies per curar malalties, gairebé sempre involucrava el recital d'encanteris (carmina); a més, sovint estava acompanyada de la creació ritual de tauletes inscrites (lamellae) o amulets. Aquest coneixement ens ha arribat tant per la descoberta d'artefactes arqueològics, com a través de textos escrits, com ara els papirs màgics grecs, una col·lecció d'encanteris datats entre el segle ii aC i el VI dC. Tot i que August va intentar eliminar la màgia mitjançant la crema d'uns 2.000 llibres esotèrics al començament del seu regnat, les pràctiques màgiques estaven molt escampades per tot el món grecoromà, a més de donar fe del multilingüisme existent entre els pobles de l'imperi. Els encanteris no eren traduïts perquè es considerava que la seva eficiència residia precisament en la seva correcta pronunciació; una llengua com el gàl·lic podria haver sobreviscut només per l'ús que se'n feia en la pràctica de ritus privats, quan aquest idioma ja no es parlava a la vida quotidiana.

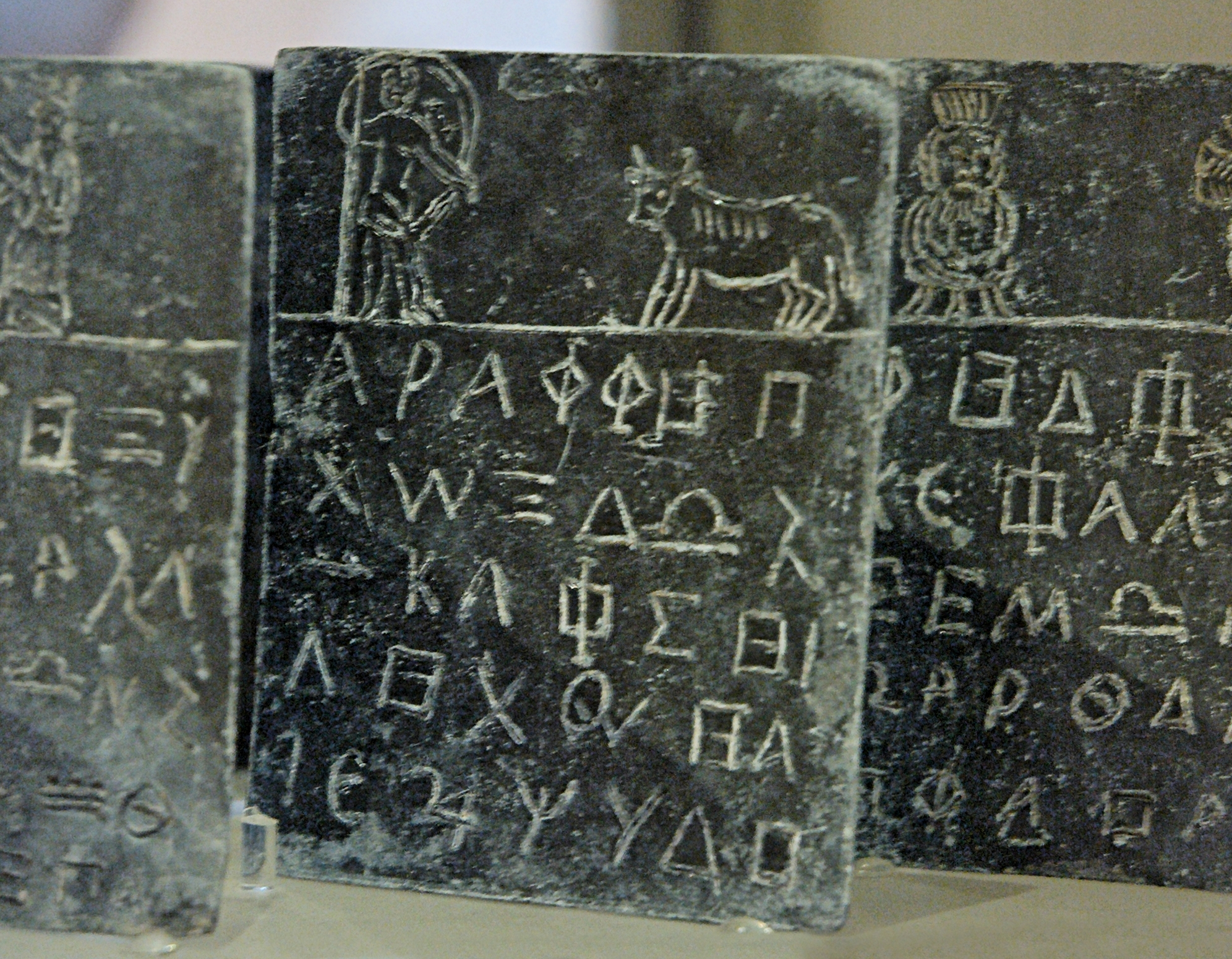
Tauletes de plom unides amb inscripcions màgiques (300-500 dC)

Els papirs màgics grecs reflecteixen el sincretisme grecoegipci, que no només incorpora les religions egípcia i hel·lenística, sinó també la màgia jueva i algunes mostres de la màgia cristiana. També s'hi esmenten les deïtats egípcies i gregues, el Déu dels jueus, els àngels judaics i Jesús. Aquests papirs estan escrits principalment en grec, amb alguns passatges destacats en egipci demòtic, i a més a més afegeixen fragments de síl·labes que són «pronunciables, tot i que inintel·ligibles». Aquestes voces magicae ('paraules màgiques') apareixen en textos i inscripcions màgiques, i sovint suggereixen un egipci o copte, hebreu, arameu o llengües semítiques, i celta corruptes. L'hebreu i el grec apareixen en textos màgics en demòtic; la màgia copta incorpora l'hebreu; els egipcis realitzen encanteris en llatí. Tot i que moltes voces magicae poden ser neologismes o obscurantismes deliberats, els acadèmics han teoritzat que els passatges més clars podrien ser producte d'una transmissió parcial o defectuosa, tant pel fet de copiar una font escrita o bé transcriure material oral.
Les inscripcions per a la pràctica de la màgia a la Gàl·lia durant el període Imperial mostren l'ús característic del grec per fer encanteris. En una inscripció del segle ii, en una tauleta de maledicció descoberta a Autun (Augustodunum), es relacionen els noms d'aquells que s'han d'expressar en llatí, dues paraules màgiques en grec i un seguit de voces magicae. Una defixio (encanteri) dels Banys i Palaldà sembla estar composta en celta, amb alguns fragments en llatí. Una lamella descoberta a la Britànnia romana ha estat interpretada com a hebreu escrit amb caràcters grecs.
Els cristians de l'antiguitat tardana podien afegir mots en hebreu en els exorcismes en grec. Sant Jeroni explica un cas estrambòtic sobre un home que parlava llatí i franc, membre de la guàrdia personal de la Schola Palatina imperial, que en un estat de possessió demoníaca va començar a parlar un arameu perfecte, llengua que no coneixia.

## Llengües legals
El dret romà va ser escrit en llatí, i la «carta de la llei» es va lligar fermament a les paraules amb què s'expressava. No obstant això, qualsevol llengua podia utilitzar-se en els més genèrics contractes verbals o en procediments pertanyents al ius gentium o al dret internacional. El ius gentium no era un codi legal escrit, però es considerava que existia en tots els pobles com una espècie de dret natural. Els juristes romans estaven preocupats perquè llenguatges regionals com el púnic, el gal o l'arameu poguessin assegurar la correcta interpretació i aplicació de les lleis i els juraments.
Mentre els certificats de naixement i les herències dels ciutadans romans havien d'estar redactats en llatí fins a la dècada del 220, segons l'opinió legal d'Ulpià (ca. 215) els fideicommissa –o llegats en cessió– no estaven limitats al llatí, o fins i tot al grec, sinó que també podien estar redactats en «púnic, gal o en qualsevol altra» llengua. Originàriament, un fideicommissum obligava l'hereu en un sentit moral, més que no pas legal, i Ulpià exposava que «qualsevol tipologia de discurs conté l'obligació de les seves paraules, partint del fet que totes les parts entenen la llengua de l'altre per ells mateixos o mitjançant l'ús d'intèrprets». El jurista Gai distingia entre els contractes verbals, la validesa dels quals derivava de la seva formulació en llatí, i aquelles obligacions expressades en la mútua comprensió del ius gentium, sense tenir en compte si les parts eren romanes o no.

## Multilingüisme
El trilingüisme no devia ser gaire infreqüent entre les classes educades que provenien de les regions on es parlaven llengües diferents del llatí o el grec. L'autor llatí Apuleu –autor de Les Metamorfosis, considerada la primera novel·la de la història– també escrivia en grec, i havia après el púnic de la seva mare. L'arxiu de Babata és un exemple suggerent de multilingüisme pràctic: aquests papirs, que reben el nom d'una dona jueva de la província d'Aràbia i daten del 93 al 132 dC, estan escrits principalment en arameu, la llengua local, però l'alfabet que fan servir és el grec, amb influències semítiques i llatines. A petició del governador romà, no obstant això, es van traduir al grec.
Un dels exemples més destacats de multilingüisme –així com de multiculturalisme– existent a l'Imperi és un epitafi del segle ii, d'una dona anomenada Regina, descobert el 1878 prop d'una fortificació romana situada a South Shields, al nord-est d'Anglaterra. Aquesta inscripció està escrita en llatí i en arameu de Palmira, la llengua del marit de la Regina, Barates, el qual ha estat identificat com un portaestendard (vexillarius) amb aquest mateix nom provinent de Palmira, a l'actual Síria. Probablement era un soldat destinat a la defensa del mur d'Adrià. El llatí, però, està construït gramaticalment a la manera de les inscripcions gregues típiques de Palmira, cosa que fa pensar que Barates era bilingüe en arameu i en grec, i que havia après el llatí com a tercera llengua. El fragment en llatí és més ample i més llarg, i proveeix la major part de la informació. El palmirenc està gravat a la pedra amb una escriptura cursiva fluida, i especifica només el nom «Regina» i una expressió de condol. Com que a la Britànnia hi devia haver poca gent que pogués llegir el palmirenc, el fet d'usar-lo públicament podria ser una declaració personal de Barates de la seva identitat i les seves emocions. Un quart element lingüístic és el nom mateix de «Regina», que tant pot ser llatí com celta. Sovint s'escollien aquests noms precisament per la seva dualitat deliberada. La mateixa Regina és identificada com a membre de la comunitat catuvel·launa britànica –un poble la capital del qual es trobava a Verulàmium–, ja que s'utilitza el terme gal·lobritó Catuallauna (en femení) a la inscripció llatina.

## Llegat lingüístic

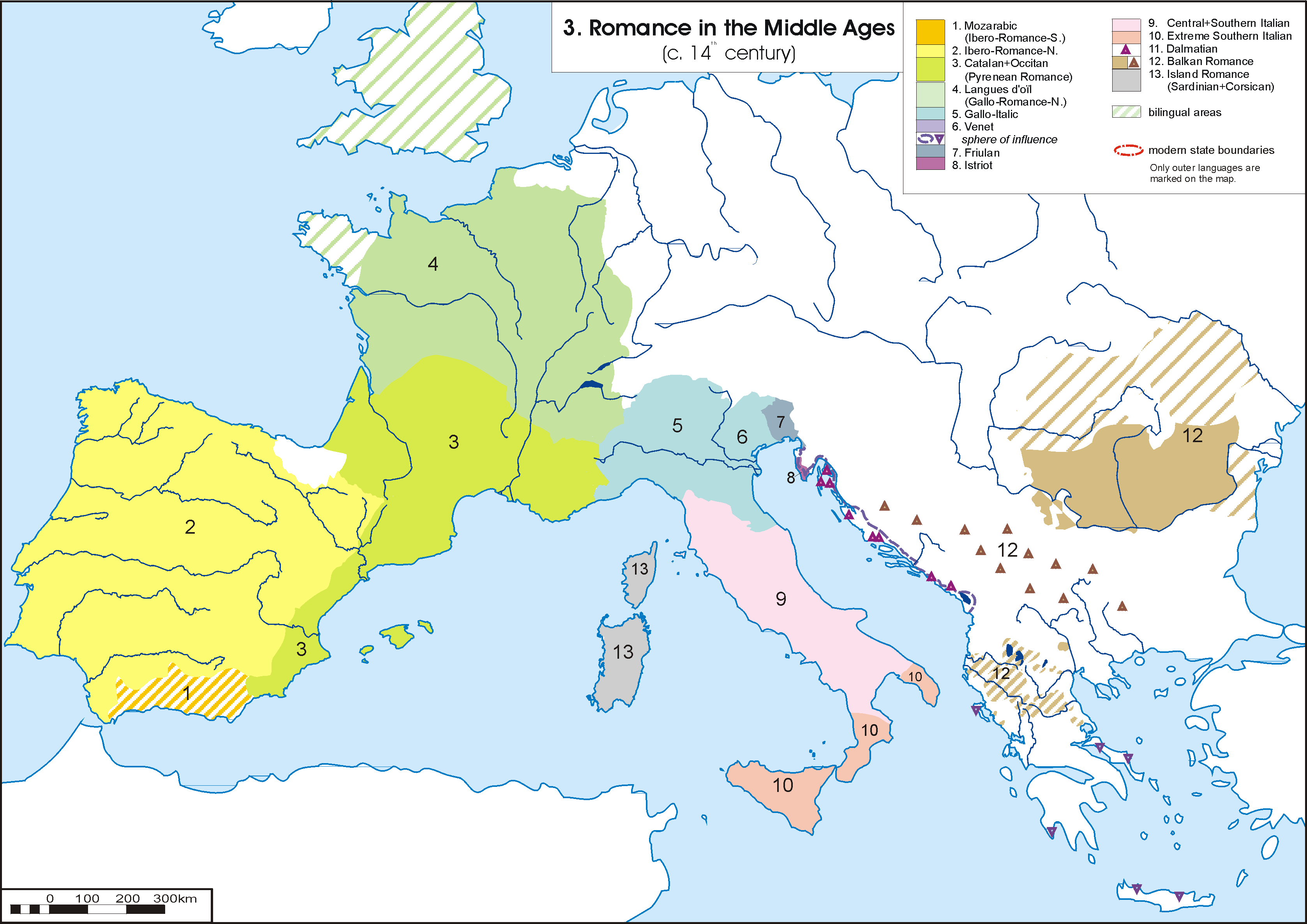
Mapa on es mostra la distribució de les llengües romàniques durant el

Després de la descentralització del poder polític, durant l'antiguitat tardana, el llatí es va desenvolupar localment, a les províncies occidentals, fins a separar-se en diverses branques que esdevindrien les actuals llengües romàniques, entre les quals es troben el català, el castellà, el francès, el portuguès, l'italià o el romanès. Com a llengua internacional de l'ensenyament i la literatura, el mateix llatí ha continuat essent un mitjà d'expressió actiu per a la diplomàcia o el desenvolupament intel·lectual identificat amb el renaixement humanista fins al segle xvii, així com per certs camps del dret i per l'Església catòlica fins a l'actualitat.
El grec va continuar essent la llengua de l'Imperi Romà d'Orient, però no va desplaçar mai algunes llengües afroasiàtiques, amb les quals havia coexistit durant molts anys, principalment el copte egipci i l'arameu de Síria i Mesopotàmia.

### Llibres

#### Monografies
- Adams, J.N. Bilingualism and the Latin Language. Cambridge University Press, 2003.
- Anderson, Graham. The Second Sophistic: A Cultural Phenomenon in the Roman Empire. Routledge, 1993.
- Ando, Clifford. Imperial Ideology and Provincial Loyalty in the Roman Empire. University of California Press, 2000.
- Clackson, James; Horrocks, Geoffrey. The Blackwell History of the Latin Language. Blackwell, 2007, 2011.
- Goodman, Martin Welsh. Mission and Conversion: Proselytizing in the Religious History of the Roman Empire. Oxford University Press, 1994.
- Herman, József. Vulgar Latin. Traducció de Roger Wright, basada en l'original publicat el 1975 en francès. Pennsylvania State University Press, 2000.
- Millar, Fergus. A Greek Roman Empire: Power and Belief under Theodosius II (408–450). University of California Press, 2006.
- Mullen, Alex. Southern Gaul and the Mediterranean: Multilingualism and Multiple Identities in the Iron Age and Roman Periods. Cambridge University Press, 2013.
- Treadgold, Warren. A History of the Byzantine State and Society. Stanford University Press, 1997.

#### Diversos autors
- Apologetics in the Roman Empire: Pagans, Jews, and Christians. Edició a cura de Mark Edwards, Martin Goodman i Simon Price, amb la col·laboració de Christopher Rowland. Oxford University Press, 1999.
- A Companion to the Latin Language. Edició a cura de James Clackson. Blackwell, 2011.
- Multilingualism in the Graeco-Roman Worlds. Edició a cura d'Alex Mullen. Cambridge University Press, 2012.

### Articles
- Adams, J.N. «Romanitas and the Latin Language», Classical Quarterly 53.1 (2003), pp. 184-205. JSTOR 3556490
- MacMullen, Ramsey. «Provincial Languages in the Roman Empire», American Journal of Philology 87.1 (1966), pp. 1-17. JSTOR 292973
- Millar, Fergus. «Local Cultures in the Roman Empire: Libyan, Punic and Latin in Roman Africa», Journal of Roman Studies 58 (1968), pp. 126-134. JSTOR 299702
- Moatti, Claudia. «Translation, Migration, and Communication in the Roman Empire: Three Aspects of Movement in History», Classical Antiquity 25.1 (2006), pp. 109-140. JSTOR 10.1525/ca.2006.25.1.109
- Rance, Philip. «The De Militari Scientia or Müller Fragment as a Philological Resource. Latin in the East Roman Army and Two New Loanwords in Greek: palmarium and *recala», Glotta 86 (2010), pp. 63-92. JSTOR 41219881